# Elecciones generales de Brasil de 2026
Las elecciones generales de Brasil de 2026, se llevarán a cabo el 4 de octubre de 2026, para elegir al presidente, vicepresidente, miembros del Congreso Nacional, gobernadores, vicegobernadores y asambleas legislativas de todas las unidades federativas y el consejo distrital de Fernando de Noronha. Si ningún candidato a presidente o gobernador obtiene la mayoría de los votos válidos en la primera vuelta, se celebrará una segunda vuelta programada para el 25 de octubre.
El actual presidente Luiz Inácio Lula da Silva, del Partido de los Trabajadores, es elegible para un cuarto mandato. Ha declarado que no buscará la reelección,no obstante, en junio de 2024, Lula se negó a descartar presentarse a la reelección para evitar que los «trogloditas» lleguen nuevamente al poder en Brasil.
Lula, que se presentó sin éxito a la presidencia en 1989, 1994 y 1998, fue elegido en 2002 y reelegido en 2006. Luego fue sucedido por su jefa de gabinete, Dilma Rousseff, quien fue elegida en 2010 y reelegida en 2014. Lula intentó postularse a la presidencia para un tercer mandato no consecutivo en 2018, pero su candidatura fue rechazada por el Tribunal Superior Electoral debido a su condena previa por cargos de corrupción en 2017. Una serie de sentencias judiciales condujeron a su liberación en 2019, seguida de la anulación de su condena y el restablecimiento de sus derechos políticos en 2021. Como candidato a vicepresidente en las elecciones de 2022, Lula seleccionó a Geraldo Alckmin, quien había sido candidato presidencial del Partido de la Socialdemocracia Brasileña en 2006 (enfrentándose a Lula en la segunda vuelta) y 2018, pero cambió su afiliación al Partido Socialista Brasileño en 2022.
Lula ganó las elecciones de 2022 por el margen más estrecho en la historia de Brasil, derrotando al presidente de ese entonces Jair Bolsonaro por el 1,8% (o 2.139.645 votos). Lula, reelegido en 2022, se convirtió en la primera persona en conseguir un tercer mandato presidencial, recibiendo el mayor número de votos en una elección brasileña. Al mismo tiempo, Bolsonaro, elegido en 2018, se convirtió en el primer presidente en ejercicio en perder una candidatura para un segundo mandato desde una enmienda constitucional de 1997 que permite la reelección consecutiva. En respuesta a su derrota, algunos partidarios de Bolsonaro exigieron un golpe militar para impedir la toma de posesión de Lula, pero no lograron reunir suficiente apoyo. Antes de la investidura de Lula, Bolsonaro abandonó el país rumbo a Estados Unidos el 27 de diciembre y más tarde, de manera controvertida, se le prohibió postularse para un segundo mandato y ocupar cargos públicos hasta 2030.

## Sistema electoral
El voto en Brasil está permitido para ciudadanos mayores de 16 años y obligatorio para aquellos entre 18 y 70 años. Aquellos que no voten en una elección y luego no presenten una justificación aceptable (como estar ausentes de su lugar de votación en ese momento) deben pagar una multa de 3.51 BRL (equivalente a 0.96 USD). Los ciudadanos brasileños que residen en el extranjero solo pueden votar para la elección de presidente, los ciudadanos portugueses que residan legalmente en Brasil durante más de tres años también pueden registrarse para votar en las elecciones brasileñas.

### Elecciones presidenciales
El presidente y el vicepresidente de Brasil se eligen mediante el sistema de segunda vuelta electoral. Los ciudadanos pueden presentar sus candidaturas a la Presidencia y participar en las elecciones generales, que se celebran el primer domingo de octubre (en este caso, el 2 de octubre de 2022). Si un candidato recibe más del 50% de los votos totales, es elegido sin necesidad de una segunda vuelta. Pero si ningún candidato alcanza el 50% de votos, se lleva a cabo una segunda vuelta de votaciones el último domingo de octubre (en este caso, el 30 de octubre de 2022). En la segunda vuelta solo participan los dos candidatos que obtengan más votos en la primera vuelta. El ganador de la segunda vuelta es elegido presidente de Brasil.

### Elecciones de gobernadores
Los gobernadores y vicegobernadores de todos los estados y del Distrito Federal serán elegidos, mediante el sistema de segunda vuelta electoral si es necesario, de la misma forma que la elección presidencial.

### Asambleas Legislativas Estatales
Serán elegidos todos los miembros de las Asambleas Legislativas Estatales y de la Cámara Legislativa del Distrito Federal, que varían en tamaño de 24 a 94 escaños. Estas elecciones también se llevan a cabo utilizando la representación proporcional de lista abierta, con escaños asignados utilizando el cociente simple.

### Senado
Un tercio de los 81 miembros del Senado Federal serán elegidos, los otros dos tercios habrán sido elegidos en 2018. Se elegirá un candidato de cada uno de los estados y del Distrito Federal mediante votación por mayoría.

### Cámara de Diputados
Los 513 miembros de la Cámara de Diputados serán elegidos, con candidatos elegidos de 27 distritos electorales multinominales correspondientes a los estados y el Distrito Federal, que varían en tamaño de 8 a 70 escaños. Las elecciones de la Cámara se llevan a cabo utilizando la Escrutinio proporcional plurinominal de listas abiertas, con escaños asignados utilizando el cociente simple. Los asientos restantes se asignan mediante el método D'Hondt.

### Candidatos y partidos políticos
Todos los candidatos a cargos federales, estatales, del Distrito Federal y municipales deben ser nominados por un partido político. Para cargos a ser elegidos por mayoría o pluralidad (ejecutivos y senadores), los partidos pueden formar una coalición electoral (coligação) para nominar un solo candidato. Las coaliciones no necesitan estar integradas por los mismos partidos para cada postulación, no necesitan mantenerse después de la elección, y no son válidas para cargos a ser elegidos proporcionalmente (diputados y regidores). Una nueva ley, válida para esta elección, también permitió a los partidos formar un tipo diferente de alianza denominada federación, que actúa como un solo partido para nominar candidatos para todos los cargos en todas las localidades, incluidos los que se elegirán proporcionalmente, y debe mantenerse con una estructura de liderazgo única a lo largo de la legislatura electa. Las federaciones también pueden actuar como partidos para formar coaliciones. Para 2022, las federaciones formadas fueron Brasil de la Esperanza (PT, PCdoB, PV), Siempre Adelante (PSDB, Cidadania) y la Federación PSOL REDE (PSOL, REDE).
Para que los cargos sean elegidos proporcionalmente, cada partido debe postular candidatos de cada sexo en una distribución entre el 30 y el 70%. Por sentencia del Tribunal Superior Electoral y del Supremo Tribunal Federal, los partidos también deben destinar sus fondos y tiempo de transmisión en proporción al número de sus candidatos de cada sexo y raza.

### Procedimiento

Brasil
Países con mesas de votación para ciudadanos brasileños en el exterior

Votar en las elecciones brasileñas solo se puede hacer en persona y solo el día de las elecciones, que siempre es domingo. No existe ninguna disposición ni para el voto por correo ni para el voto anticipado . El registro de votantes debe realizarse con anticipación, y cada votante solo puede votar en una mesa de votación designada, ya sea en función del domicilio registrado del votante o en un lugar diferente que el votante debe solicitar específicamente si planea estar allí temporalmente el día de la elección. Los votantes deben proporcionar una identificación con foto en su mesa de votación antes de proceder a votar.
Se instalaron más de 92.000 mesas de votación en todos los municipios de Brasil, Distrito Federal y Fernando de Noronha. La mayoría de las mesas de votación están en escuelas públicas. En algunas áreas escasamente pobladas, como los territorios indígenas, la instalación y el uso de las mesas de votación requiere viajes y logística extensos. También se instalaron mesas de votación en 160 locales en otros países, principalmente en misiones diplomáticas brasileñas, para ciudadanos residentes en el exterior.
La votación se realiza casi en su totalidad en las máquinad de votación electrónica de grabación directa (DRE), diseñadas para una extrema simplicidad. El votante marca un número correspondiente al candidato o partido deseado, haciendo que aparezca en la pantalla el nombre y la foto del candidato o partido, luego presiona un botón verde para confirmar o un botón naranja para corregir e intentar nuevamente. También es posible dejar el voto en blanco presionando un botón blanco, o anular el voto marcando un número que no corresponda a ningún candidato o partido. Las boletas de papel solo se utilizan en caso de que una máquina de votación funcione mal o en lugares en el extranjero con menos de 100 votantes.
El sistema electrónico está sujeto a pruebas exhaustivas, incluso en máquinas seleccionadas al azar de las mesas de votación reales el día de las elecciones, en presencia de los partidos políticos para descartar el fraude. Una vez finalizada la votación, cada máquina imprime un registro de sus votos totales para cada candidato o partido, que se muestra públicamente para compararlo con los resultados publicados electrónicamente. El sistema entrega los resultados electorales completos generalmente unas pocas horas después de que finaliza la votación, lo cual es extremadamente rápido para una población tan grande como la de Brasil. Al mismo tiempo, el sistema no crea un registro físico de los votos individuales para permitir un recuento electoral completo.

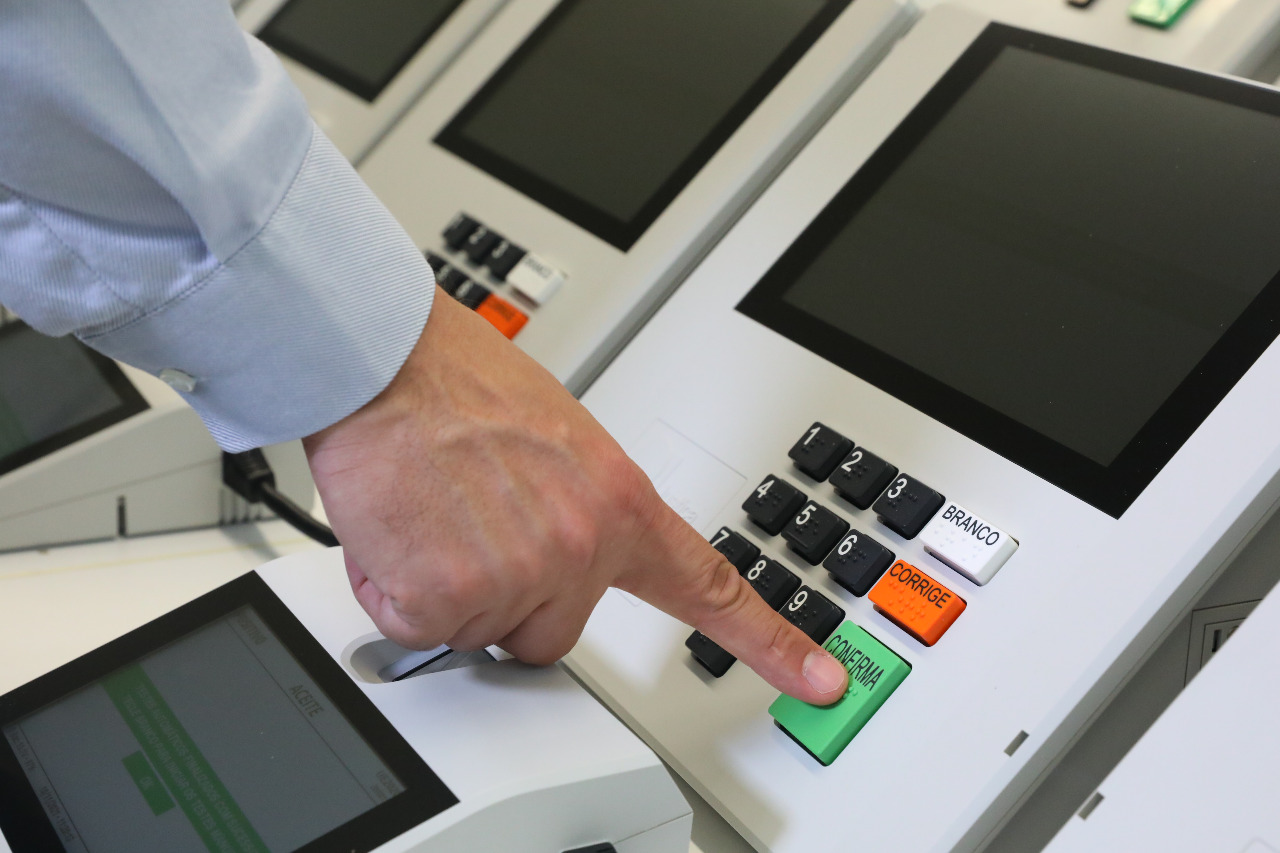
Máquinas de votación brasileñas

El recuento parcial de votos para un cargo solo puede comenzar a publicarse después de que la votación haya finalizado en todos los lugares de Brasil que votan por ese cargo, para evitar influir en los que aún votan. Debido a las zonas horarias de Brasil, en años anteriores, el conteo de votos para presidente (el único que combina votos de más de un estado) solo podía comenzar a publicarse después de que finalizó la votación en UTC−05:00, dos horas después de haber terminado para la gran mayoría de la población en UTC−03:00 . Para evitar esta espera indeseable, el Tribunal Superior Electoral dispuso para 2022 que las mesas de votación operaran al mismo tiempo en todo el país, independientemente de su franja horaria: 9:00 a 18:00 UTC−02:00, 8:00 a las 17:00 UTC−03:00, de las 7:00 a las 16:00 UTC−04:00 y de las 6:00 a las 15:00 UTC−05:00. Políticos del estado de Acre (UTC−05:00) presentaron una demanda legal contra esta orden debido al inicio injustificado de los preparativos para la votación en su hora local; la denuncia fue desestimada por el Supremo Tribunal Federal. El horario de votación unificado no se aplica a las mesas de votación para ciudadanos en el extranjero, que siguen operando de 8:00 a 17:00 hora local, aunque algunas terminan hasta cuatro horas después de las 03:00 UTC.

## Candidatos

### Declarados
Unión Brasil
- Ronaldo Caiado, médico ortopédico, excandidato presidencial en 1989, exdiputado federal por Goiás (1991–1995,1999–2015), exsenador por Goiás (2015–2019) y actual gobernador de Goiás (2019-presente)[27][28]

Independiente

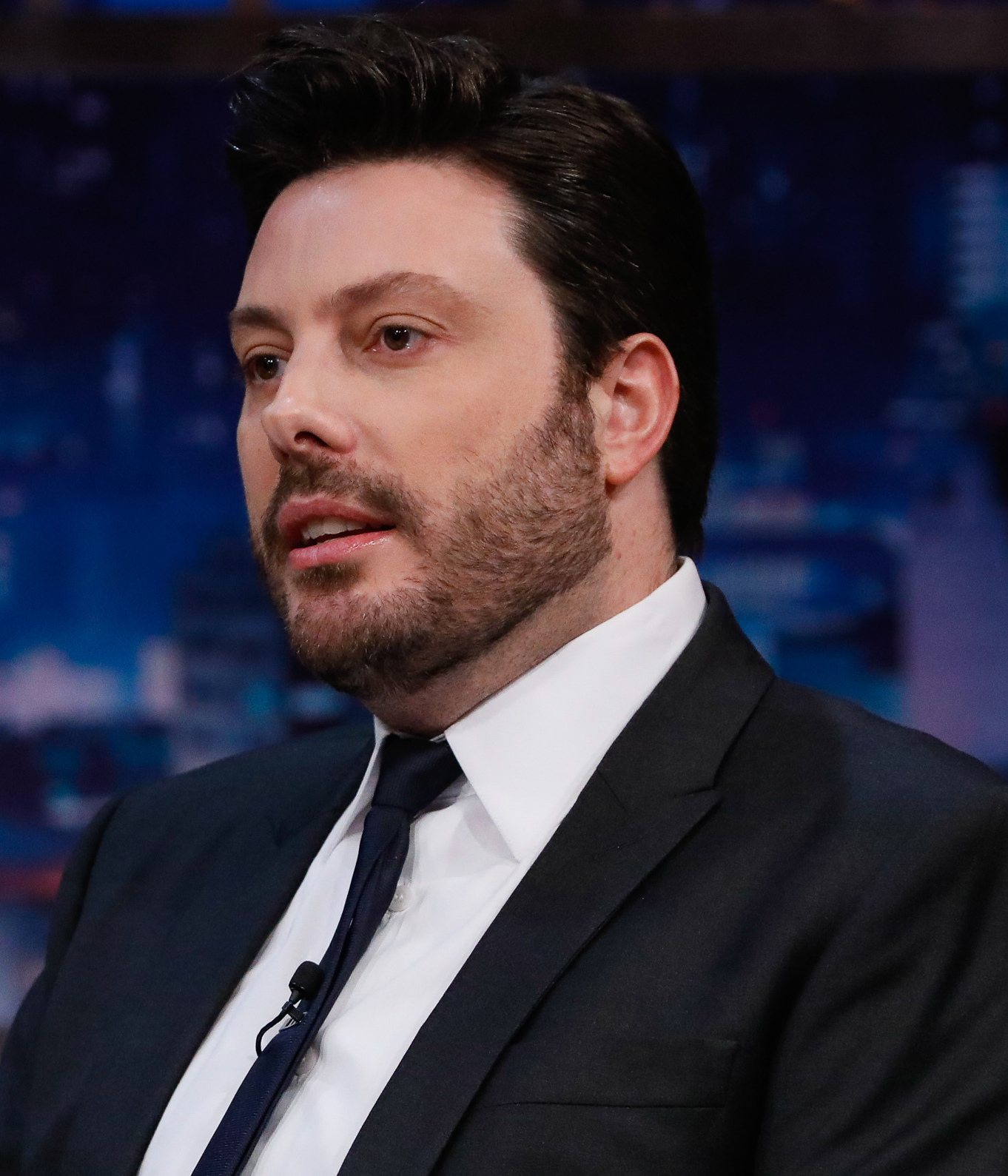
Danilo Gentili, comediante, escritor y comentarista político [29]  - Danilo Gentili
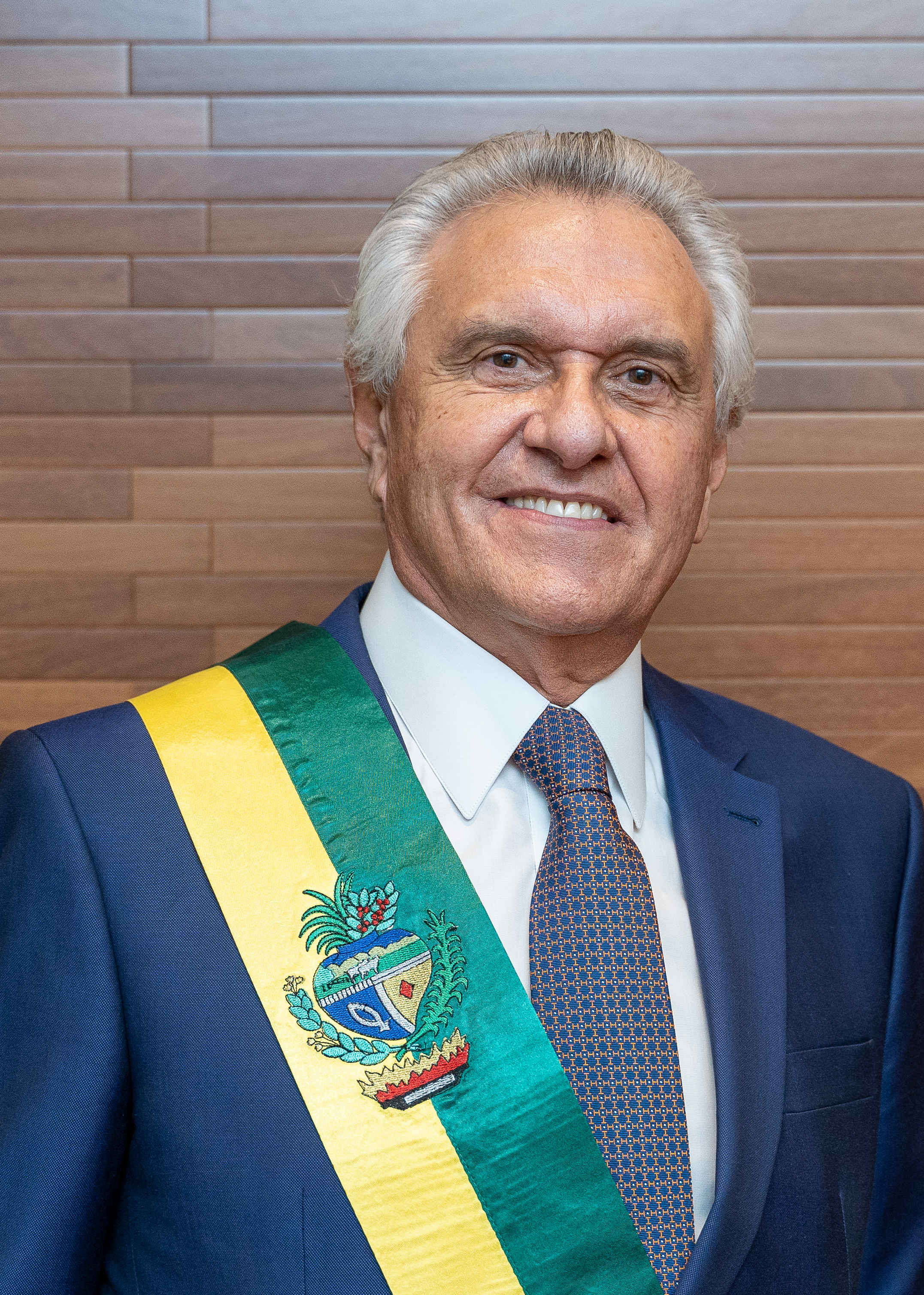
Ronaldo Caiado
  - Ronaldo Caiado

Sin partido
- Rubem Gonzalez "Rubão", analista geopolítico y petrolero (Petrobrás)[30][31]

### Interés expresado públicamente
A partir de octubre de 2024, las siguientes personas notables han expresado interés en postularse para presidente en los seis meses anteriores.
Novo
- Romeu Zema, empresario, administrador y gobernador de Minas Gerais desde 2019.[32][33][34]

Republicanos
- Damares Alves, abogada, pastora evangélica, exasesora jurídica del Senado Federal, ex ministra de Familia, Derechos Humanos y Ciudadanía (2019-2022), senadora por el Distrito Federal desde 2023[35]

Partido de Los Trabajadores
- Luiz Inácio Lula da Silva,  sindicalista, extrabajador metalúrgico y presidente de Brasil (2003-2010, 2023-presente)[36]

Independiente
- Luciano Huck, presentador y conductor de televisión.[37][38]

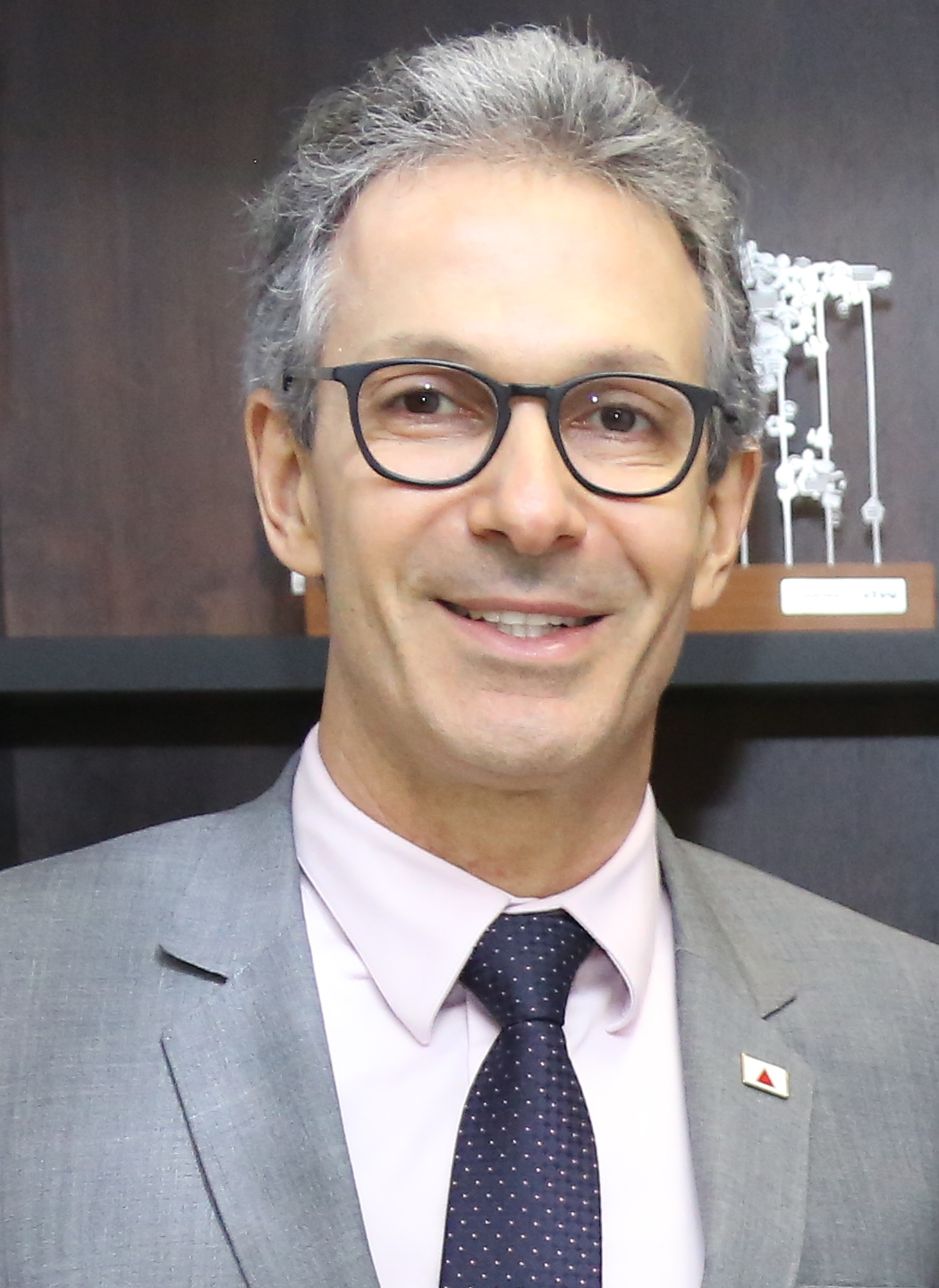
Romeu Zema
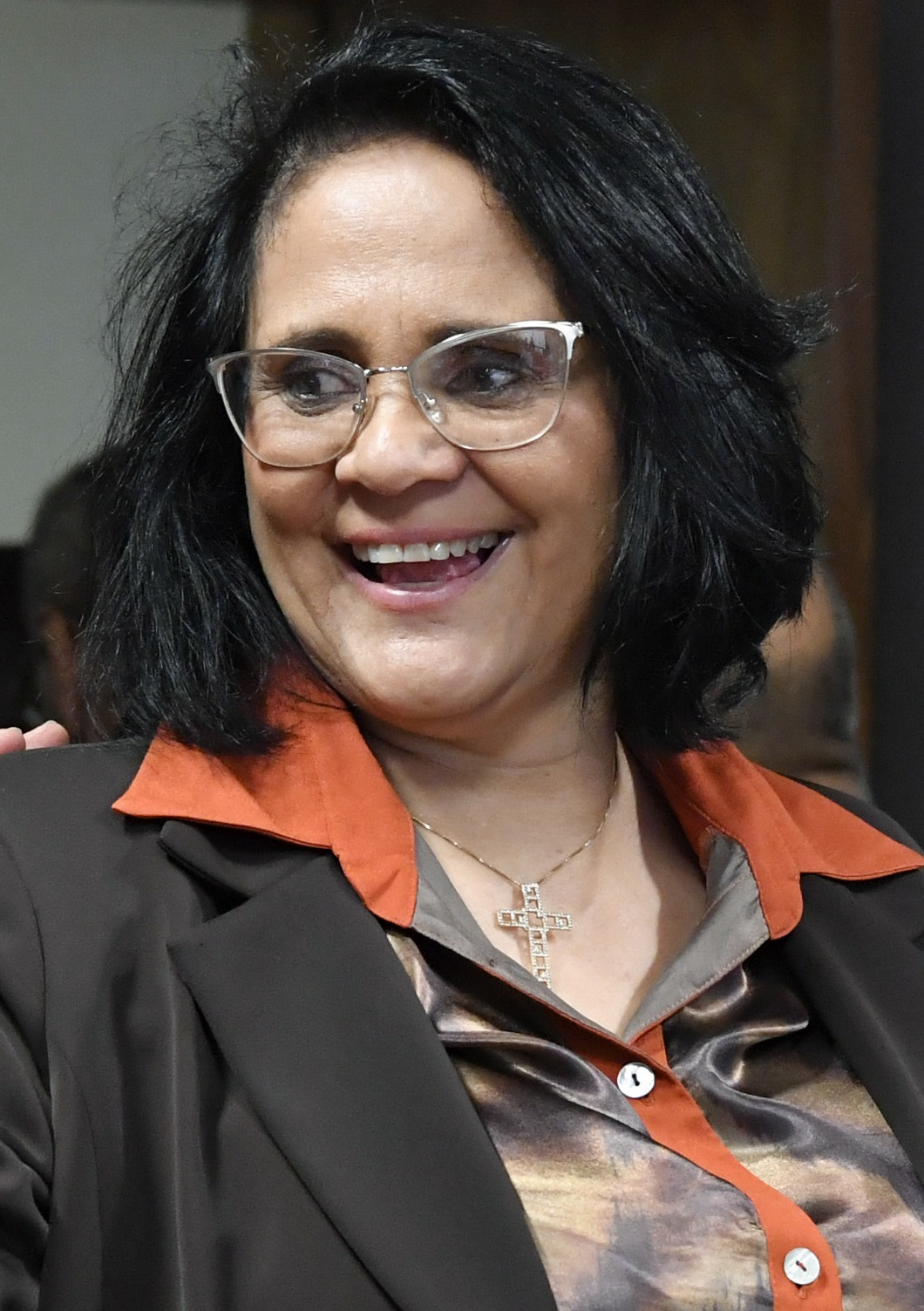
Damares Alves
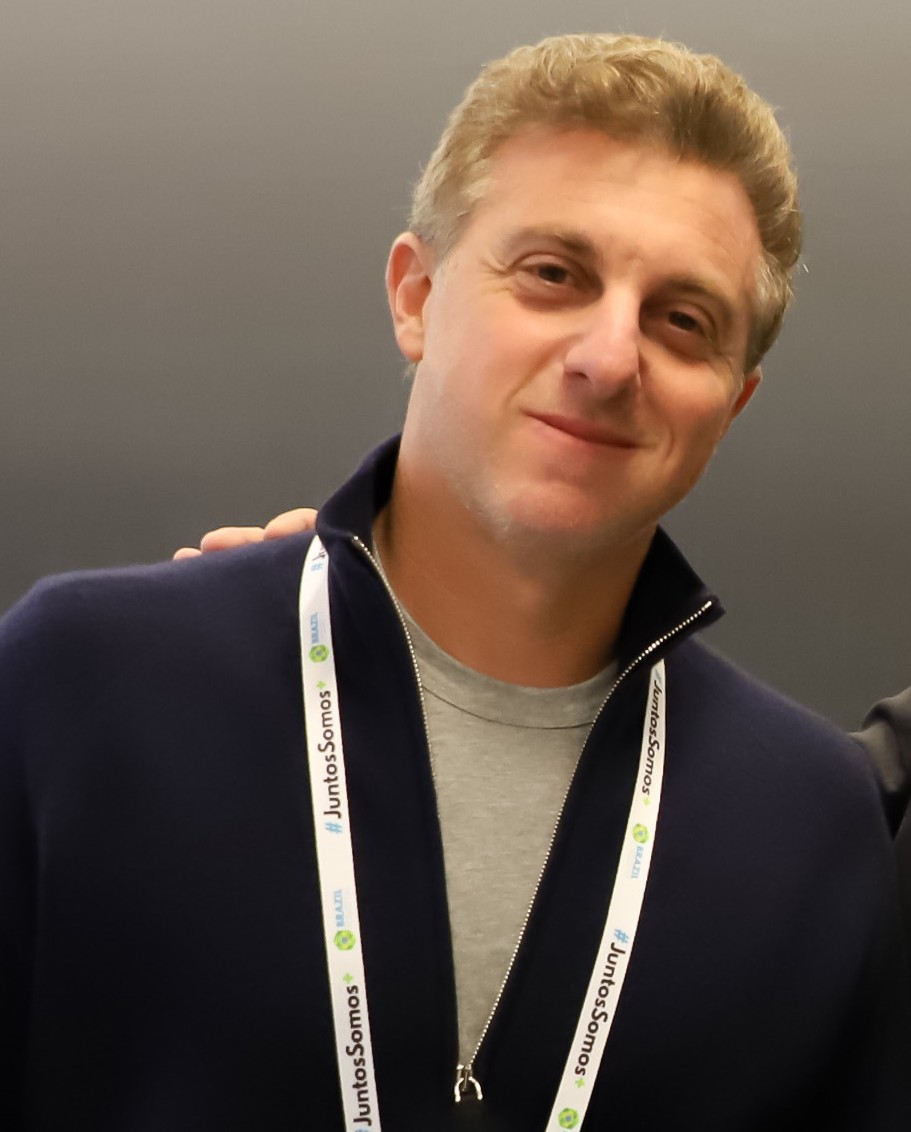
Luciano Huck
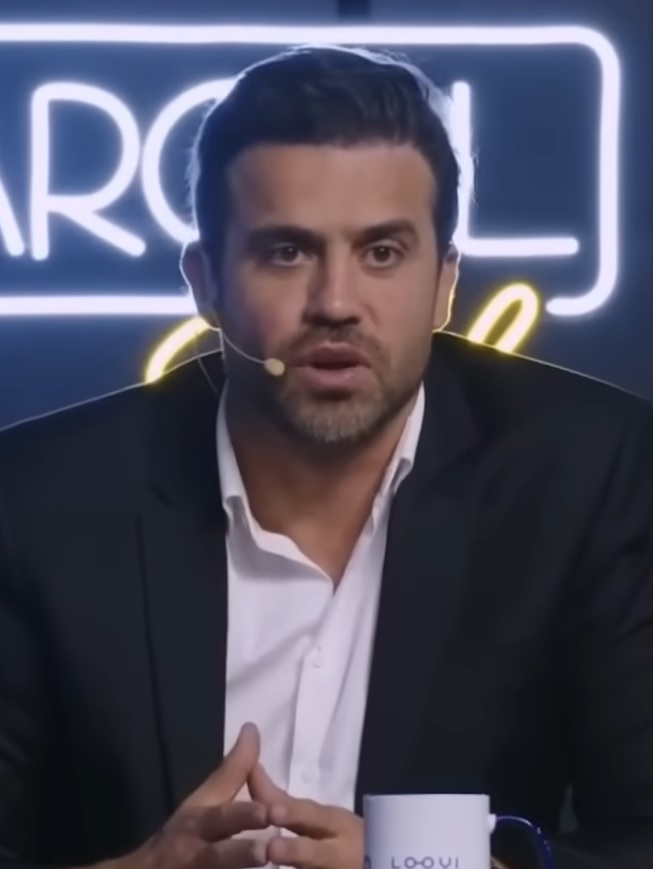
Pablo Marçal

### Candidatos potenciales
Movimiento Democrático Brasileño
- Simone Tebet, profesora, exsenadora de Mato Grosso del Sur (2015-2023), candidata presidencial en 2022 y actual ministra de Planificación.[39][40]

Partido de la Socialdemocracia Brasileña
- Eduardo Leite, exalcalde de Pelotas, precandidato presidencial en 2022 y gobernador de Río Grande del Sur (2019-2022, 2023-presente).[41]
- Raquel Lyra, abogada, exalcaldesa de Caruaru (2017-2022) y gobernadora de Pernambuco (2023-presente).[41]
- Eduardo Riedel, empresario, exdirector de la Confederación Nacional de Trabajadores Agrícolas y gobernador de Mato Grosso (2023-presente).

Partido Socialista Brasileño
- Geraldo Alckmin, anestesiólogo, exgobernador de São Paulo (2001-2006, 2011-2018), candidato a la presidencia en 2006 y 2018, actual ministro de Desarrollo, Industria y Comercio Exterior y vicepresidente de Brasil.[42]
- Márcio França, abogado, exdiputado federal de São Paulo (2007-2014), exgobernador de São Paulo (2018) y actual Ministro de Puertos y Aeropuertos.[42]

Partido Liberal
- Cláudio Castro, abogado, exmiembro de la Cámara Municipal de Río de Janeiro (2017-2019) y Gobernador de Río de Janeiro (2021-presente).[43]

Republicanos
- Hamilton Mourão, exgeneral, vicepresidente de Brasil (2019-2022) y senador por Río Grande del Sur (2023-presente).[44]

Red de Sostenibilidad
- Marina Silva, ambientalista, exsenadora por Acre (1995-2003, 2008-2011), candidata presidencial en 2010, 2014 y 2018, diputada federal por São Paulo (2023-presente) y ministra de Medio Ambiente (2003-2008, 2023-presente).[45]

Partido Socialdemócrata
- Gilberto Kassab, empresario, fundador del PSD, exalcalde de São Paulo (2006-2012), exministro de las Ciudades (2015-2016), exministro de Ciencia (2016-2018) y actual secretario de Estado de Gobierno de São Paulo (2023-presente).[46]
- Ratinho Júnior, hijo del presentador de televisión Ratinho, empresario, exdiputado estatal y federal de Paraná, exsecretario de Estado de Paraná (2015-2017) y actual gobernador del Estado de Paraná (2019-presente).[47][48]

Partido Socialismo y Libertad
- Guilherme Boulos, escritor, activista, miembro de la Coordinación Nacional del Movimiento de los Trabajadores Sin Techo, candidato presidencial en 2018, candidato a la alcaldía de São Paulo en 2020 y 2024, y diputado federal de São Paulo (2023-presente).[49]

Partido de los Trabajadores
- Janja Lula da Silva, socióloga, primera dama de Brasil (2023-presente).
- Gleisi Hoffmann, abogada, exsenadora por Paraná (2014-2019), diputada federal por Paraná (2019-actualidad) y presidenta nacional del Partido de los Trabajadores (2017-actualidad).[50]
- Fernando Haddad, académico, exministro de Educación (2005-2012), exalcalde de São Paulo (2013-2016), candidato presidencial en 2018 y actual ministro de Hacienda.[51]
- Wellington Dias, empleado bancario, escritor, exsenador de Piauí (2011-2015), exgobernador de Piauí (2003-2010, 2015-2022) y actual ministro de Desarrollo Social (2023-presente).[50]
- Camilo Santana, ingeniero agrónomo, exgobernador de Ceará (2015-2022), actual Ministro de Educación (2023-presente).[52]

Independiente
- Flávio Dino, abogado, exjuez federal, expresidente de Embratur (2011-2014), exgobernador de Maranhão (2015-2022), exministro de Justicia y Seguridad Pública (2023-2024) y actual ministro del Supremo Tribunal Federal.[53]

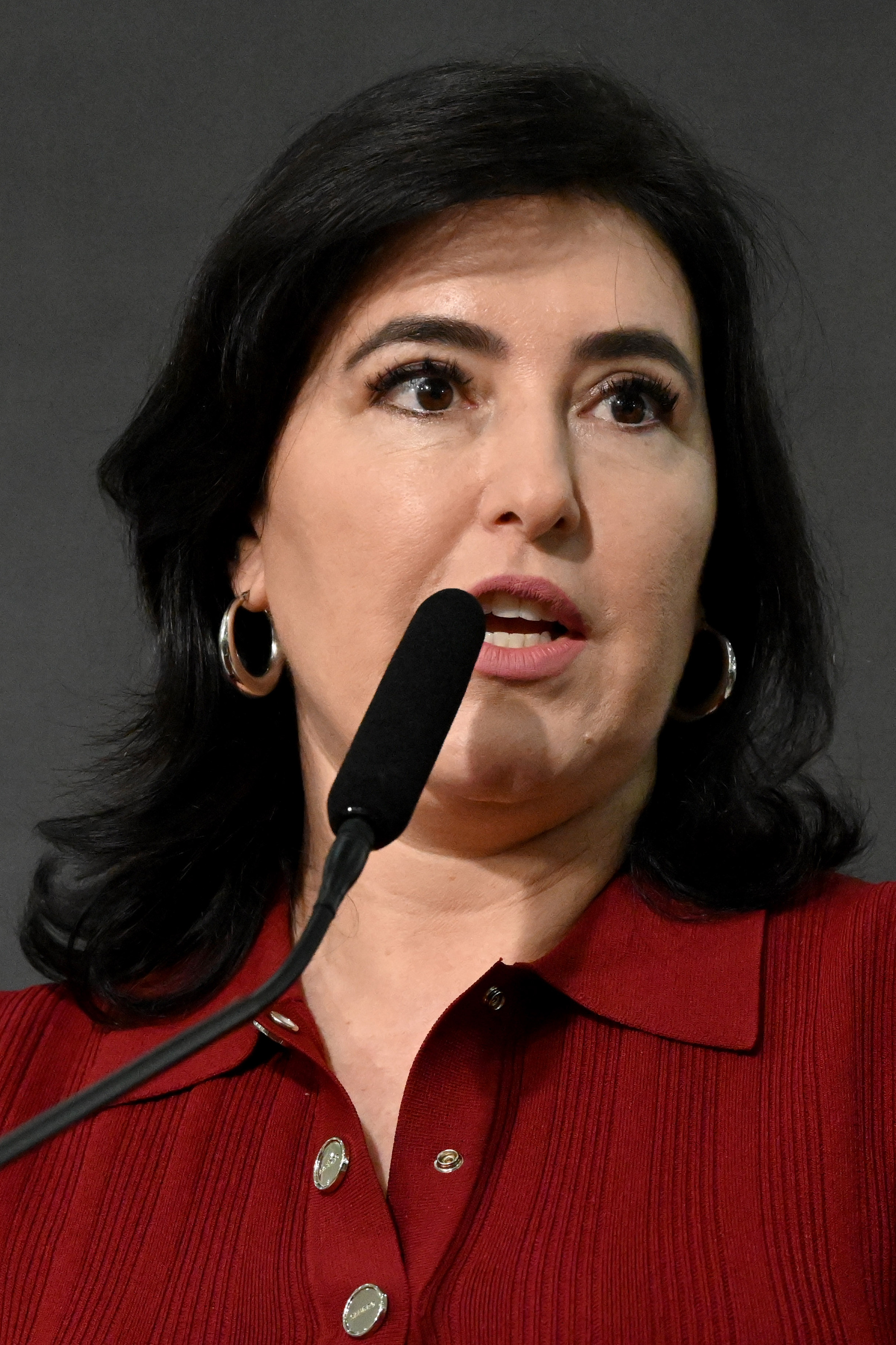
Simone Tebet
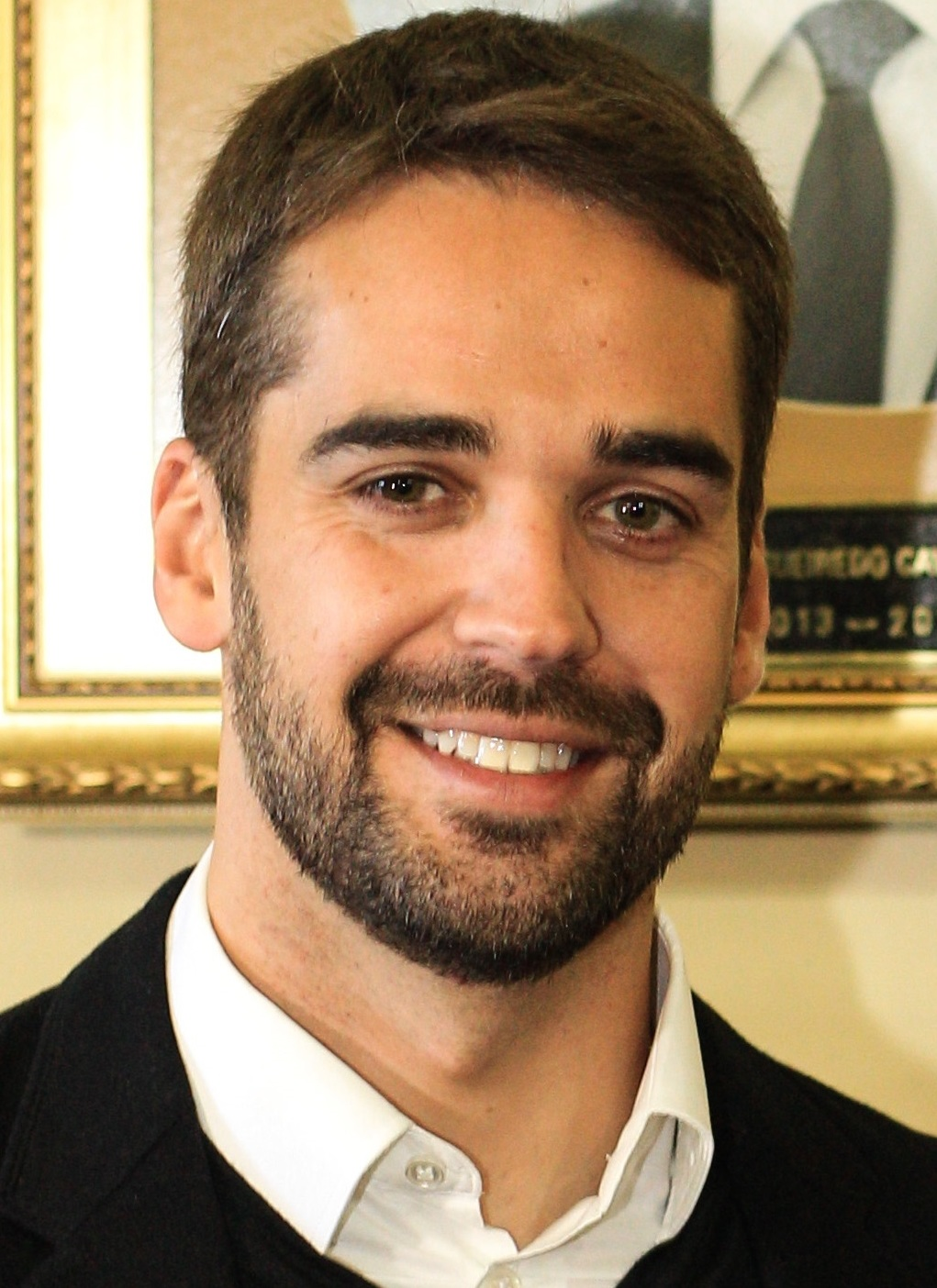
Eduardo Leite
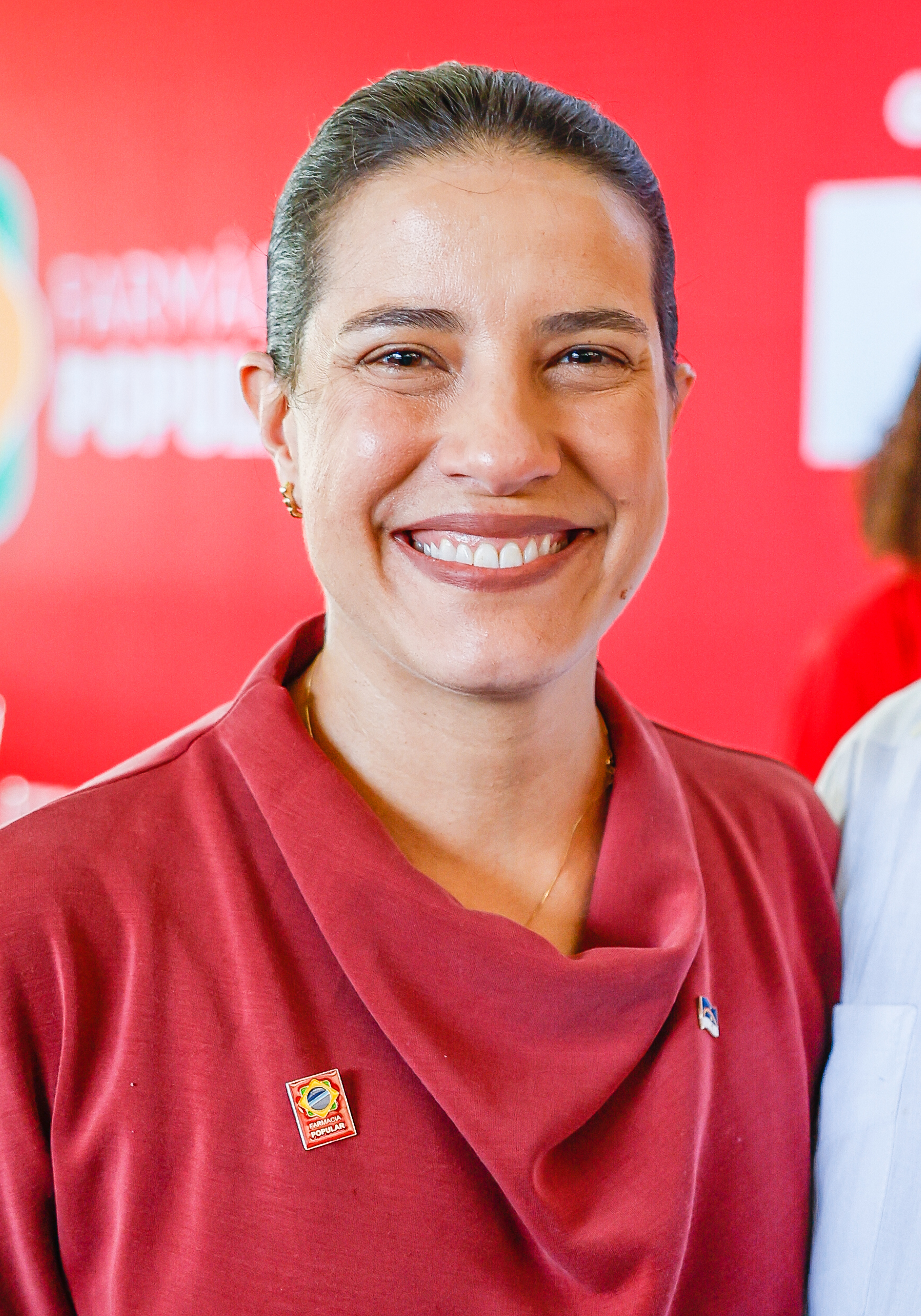
Raquel Lyra
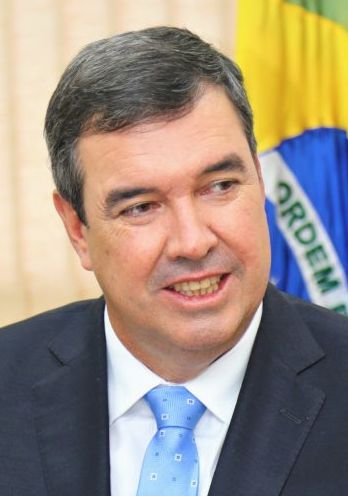
Eduardo Riedel
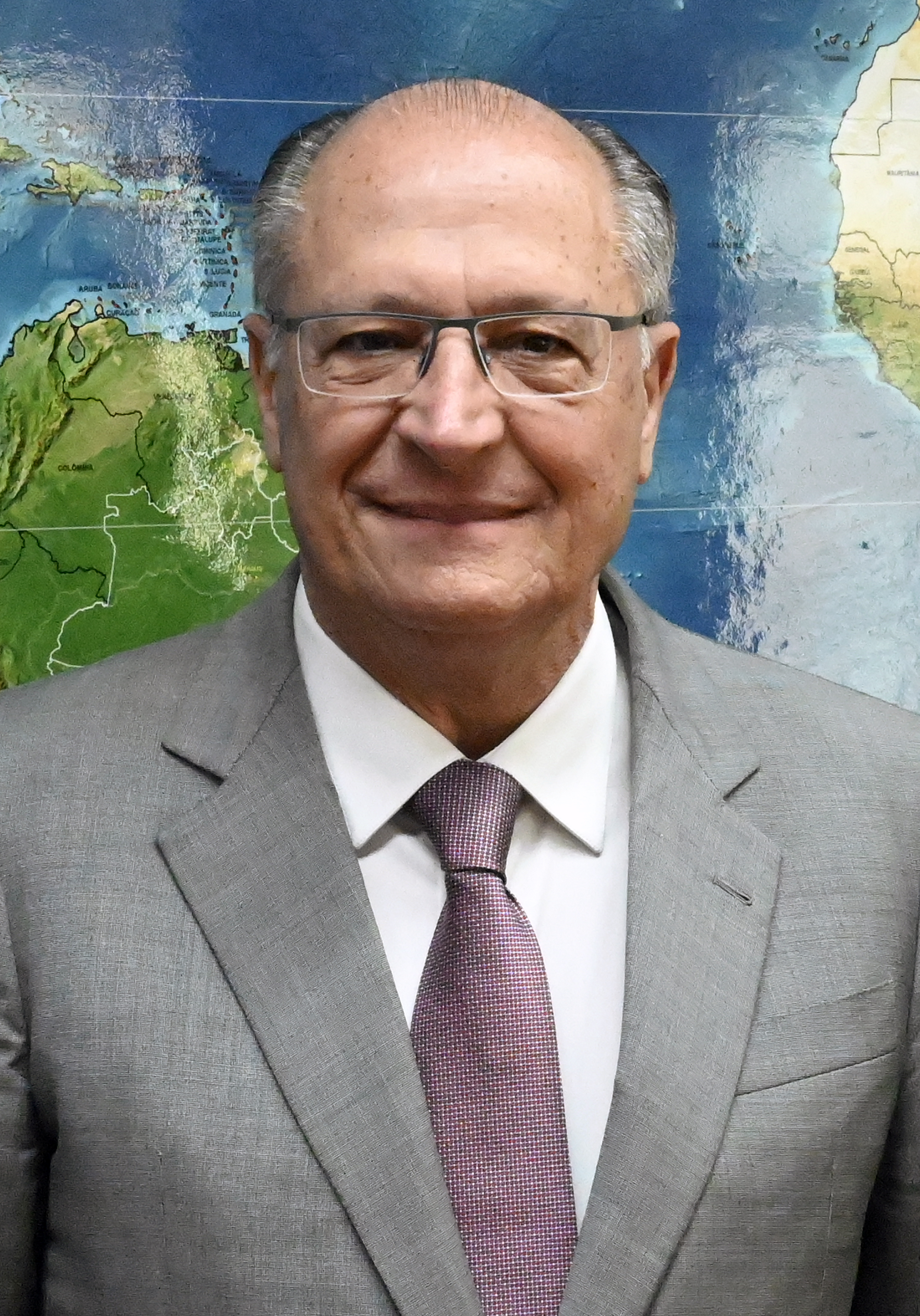
Geraldo Alckmin
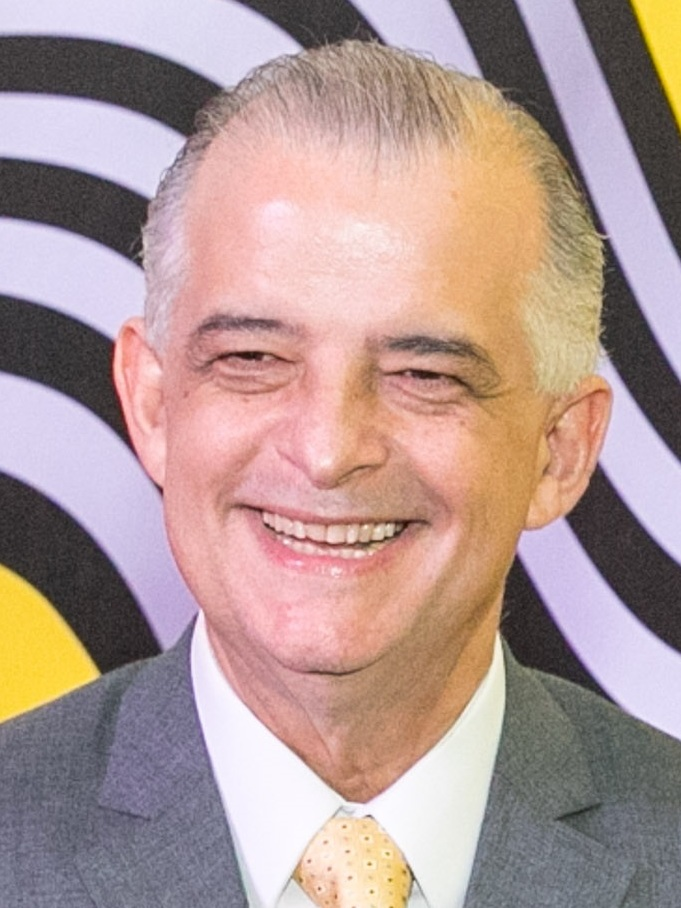
Márcio França
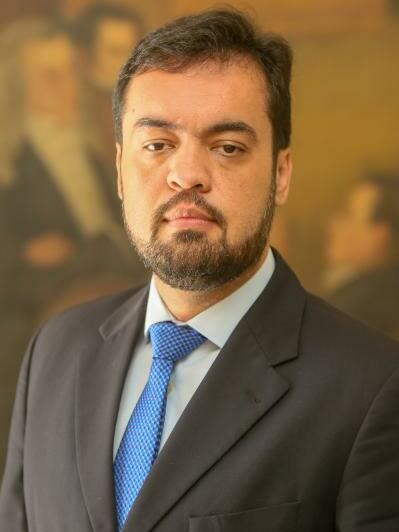
Cláudio Castro
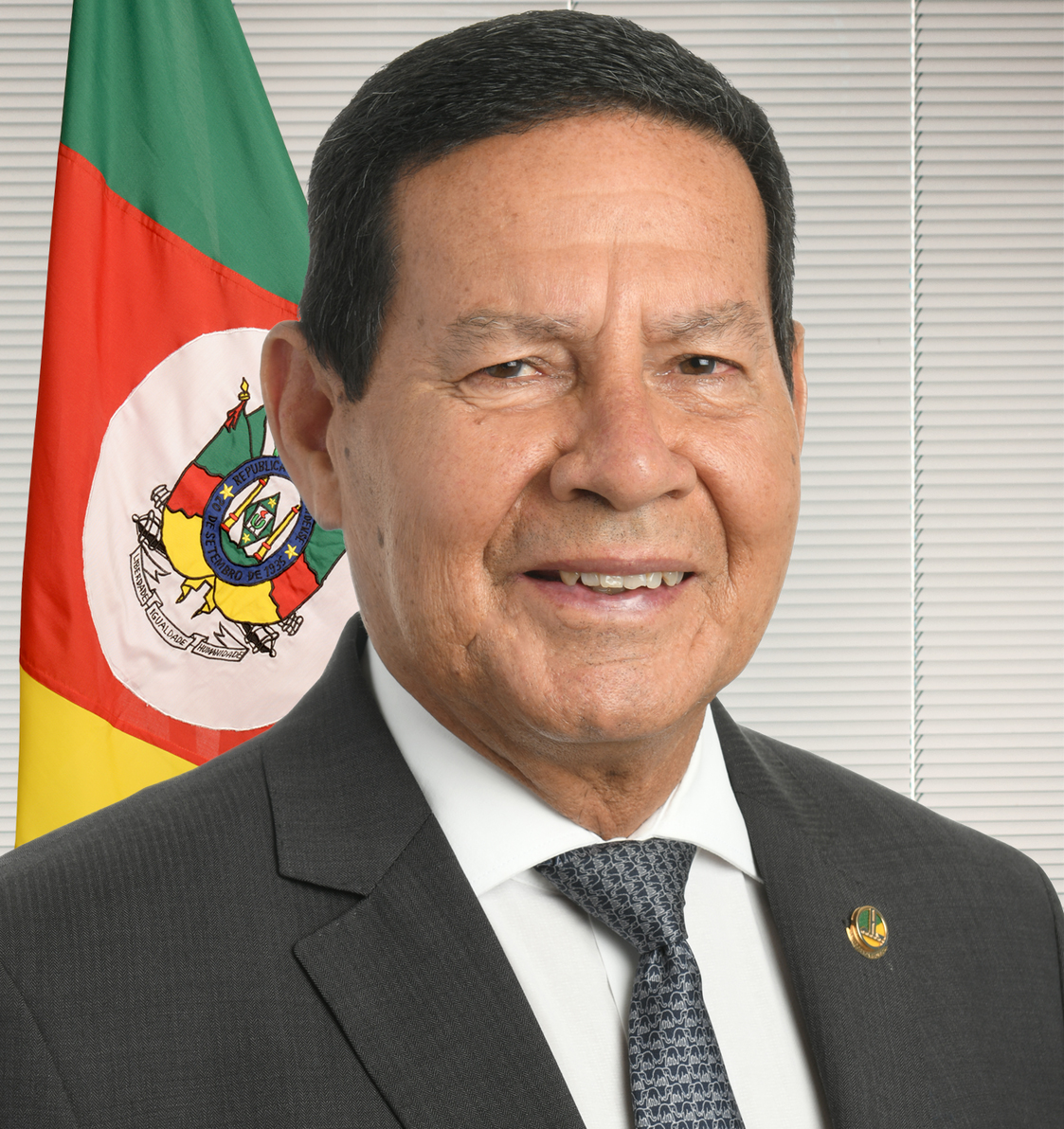
Hamilton Mourão
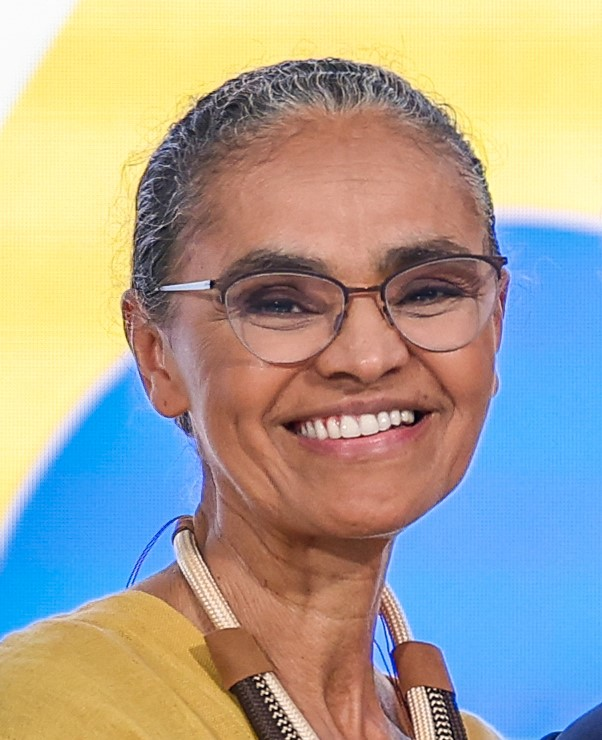
Marina Silva
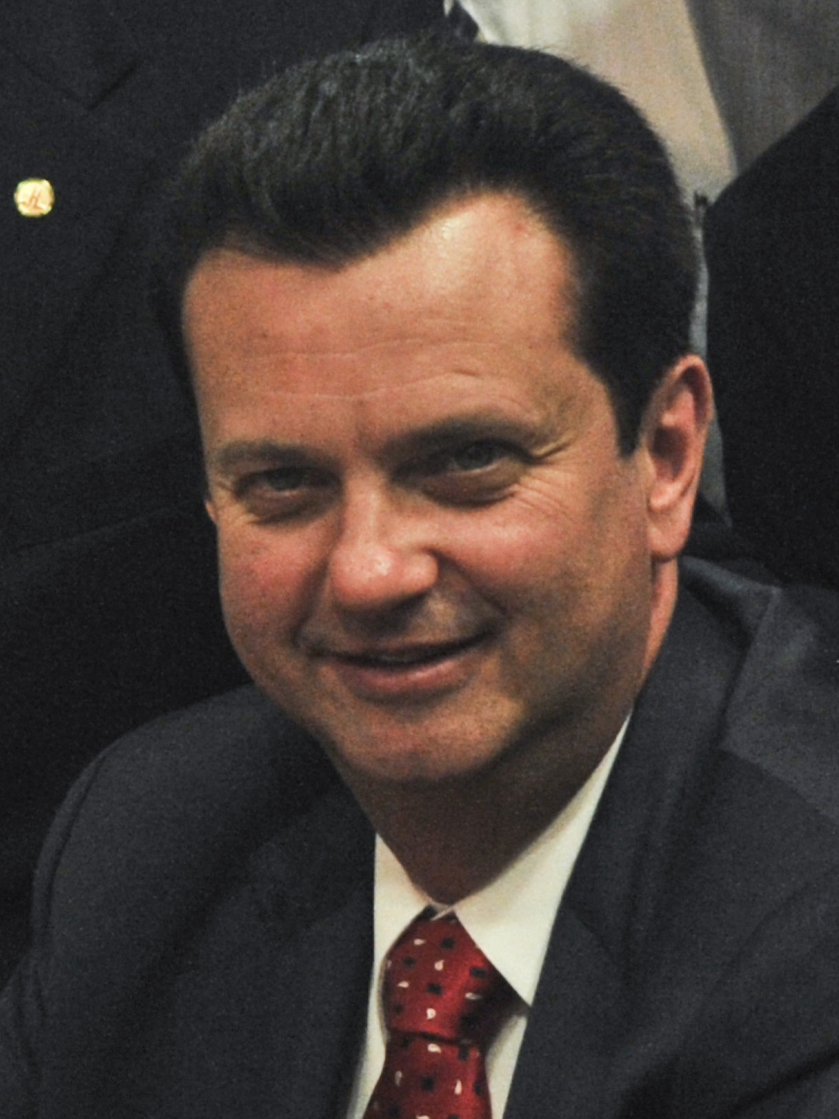
Gilberto Kassab
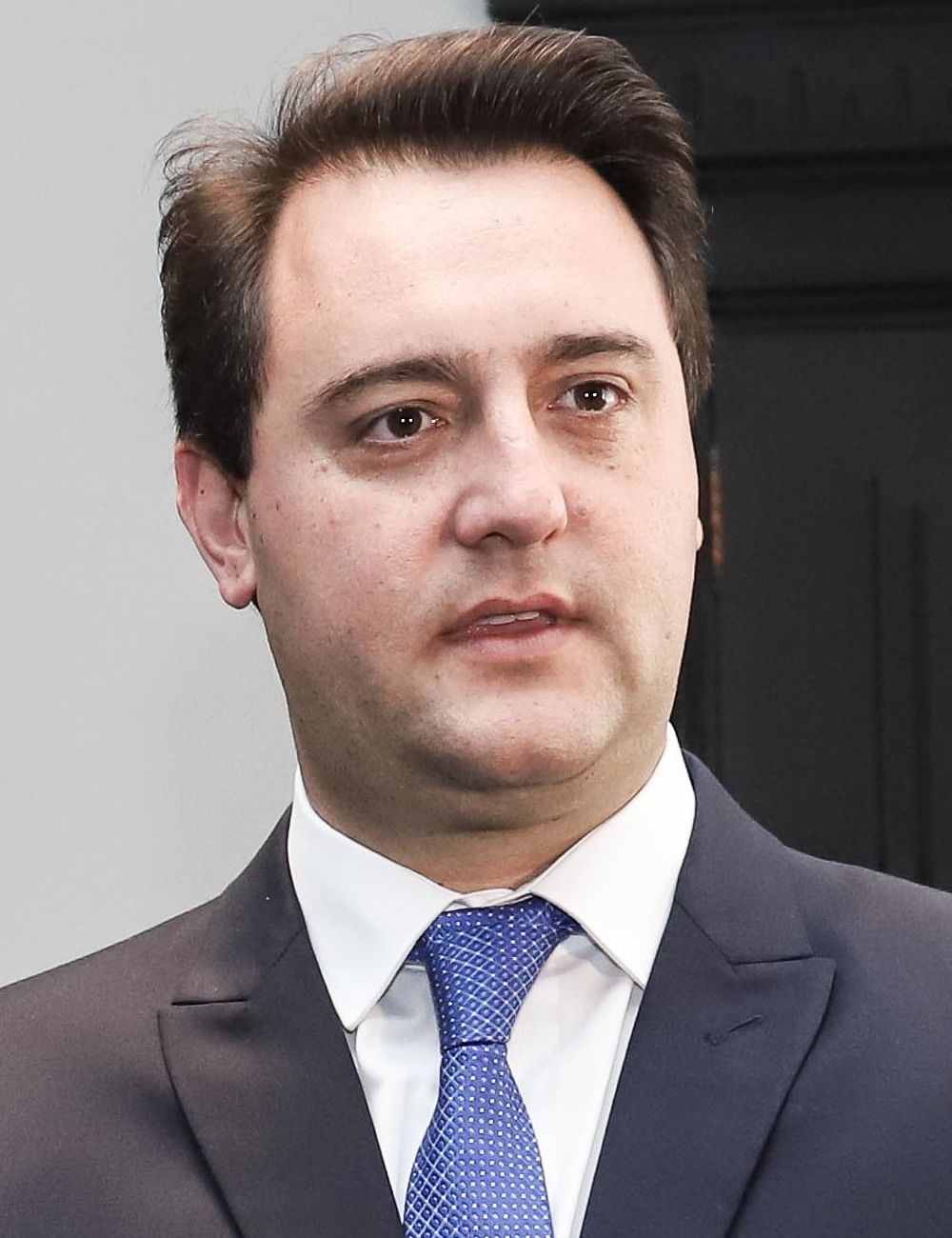
Ratinho Junior
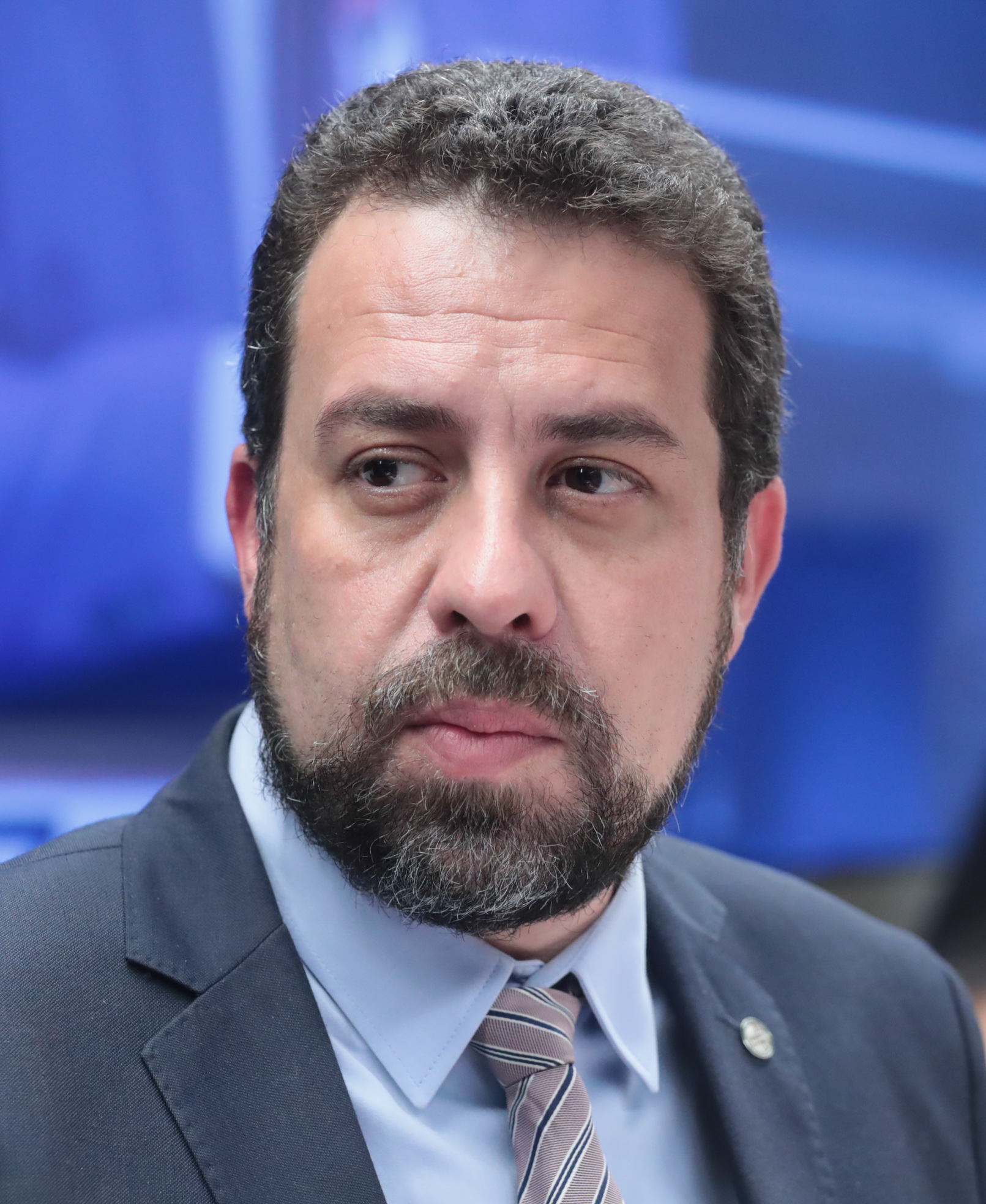
Guilherme Boulos
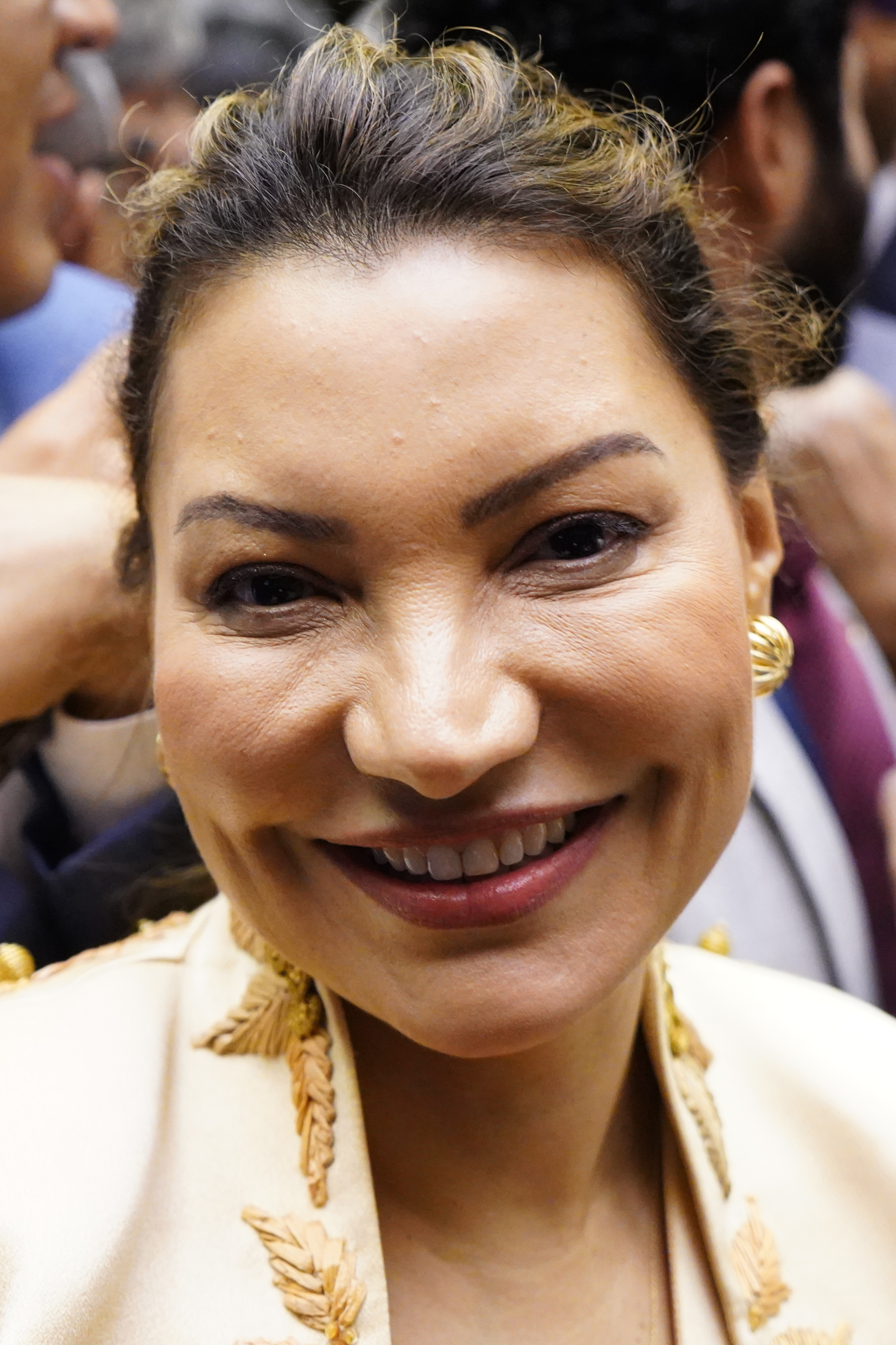
Janja Lula da Silva
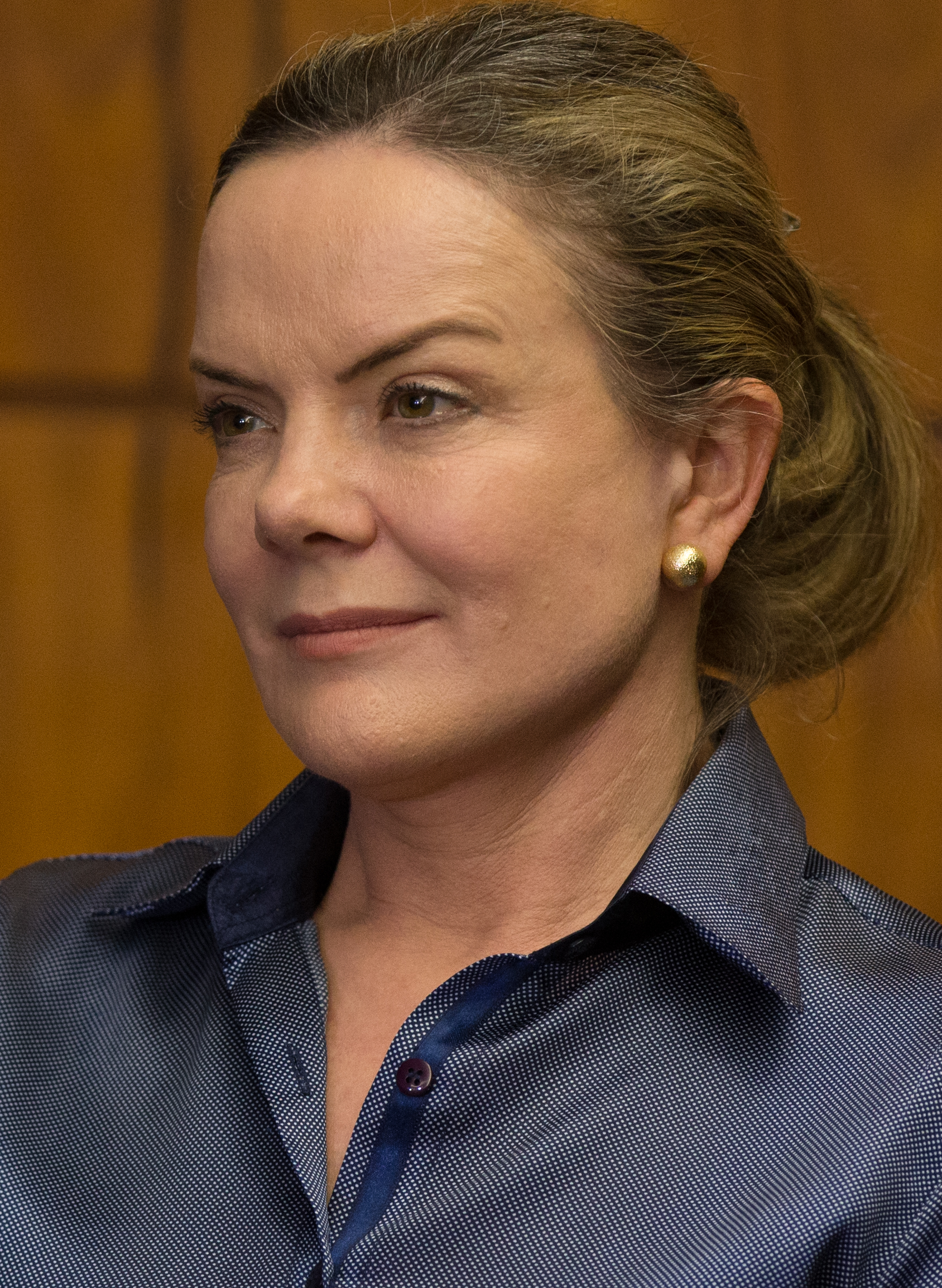
Gleisi Hoffmann
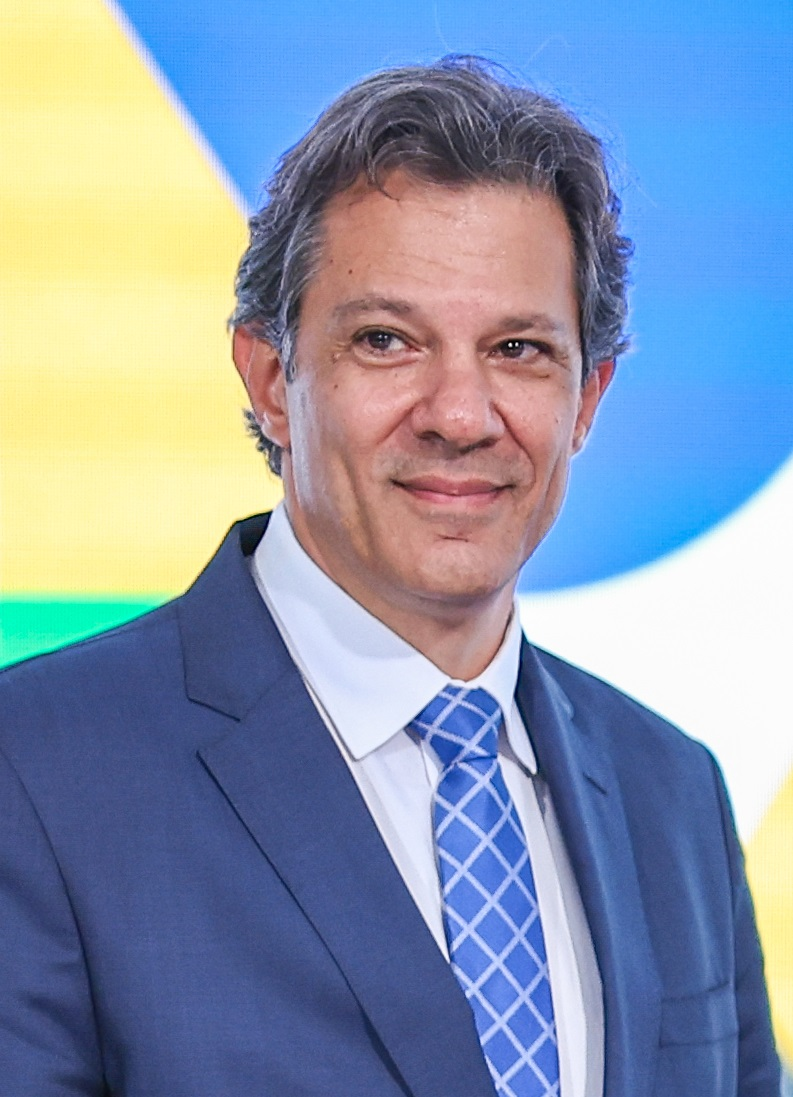
Fernando Haddad
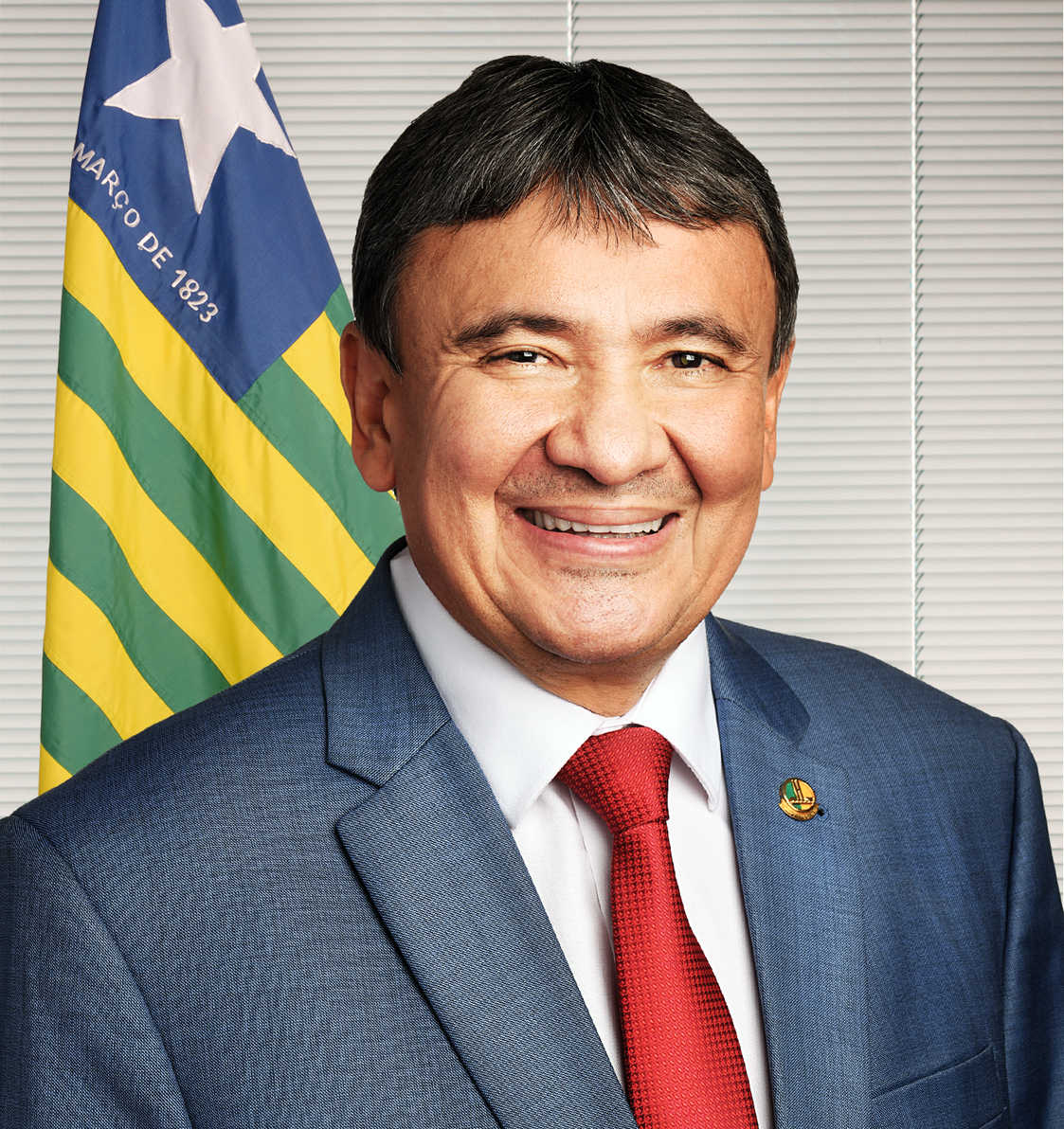
Wellington Dias
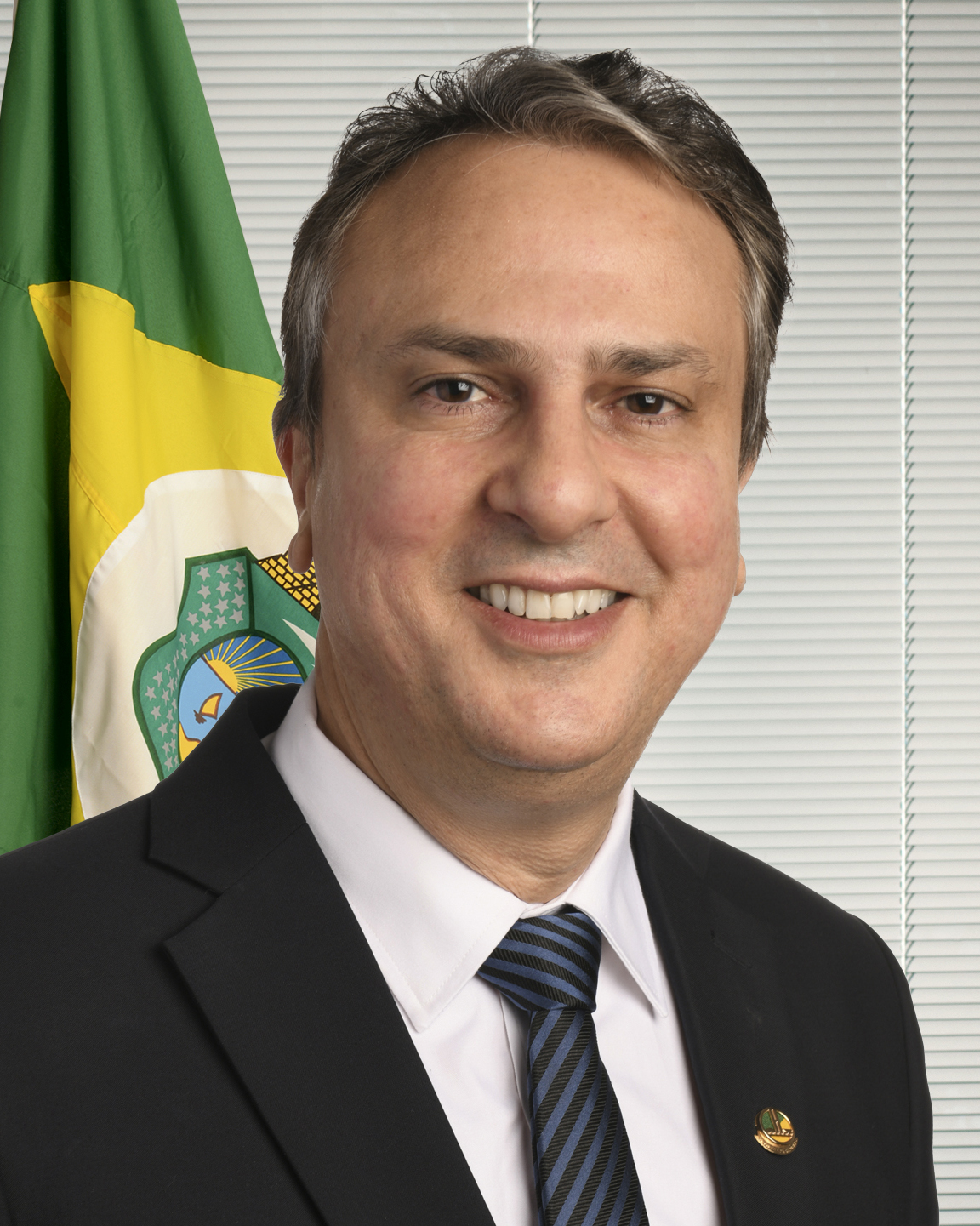
Camilo Santana
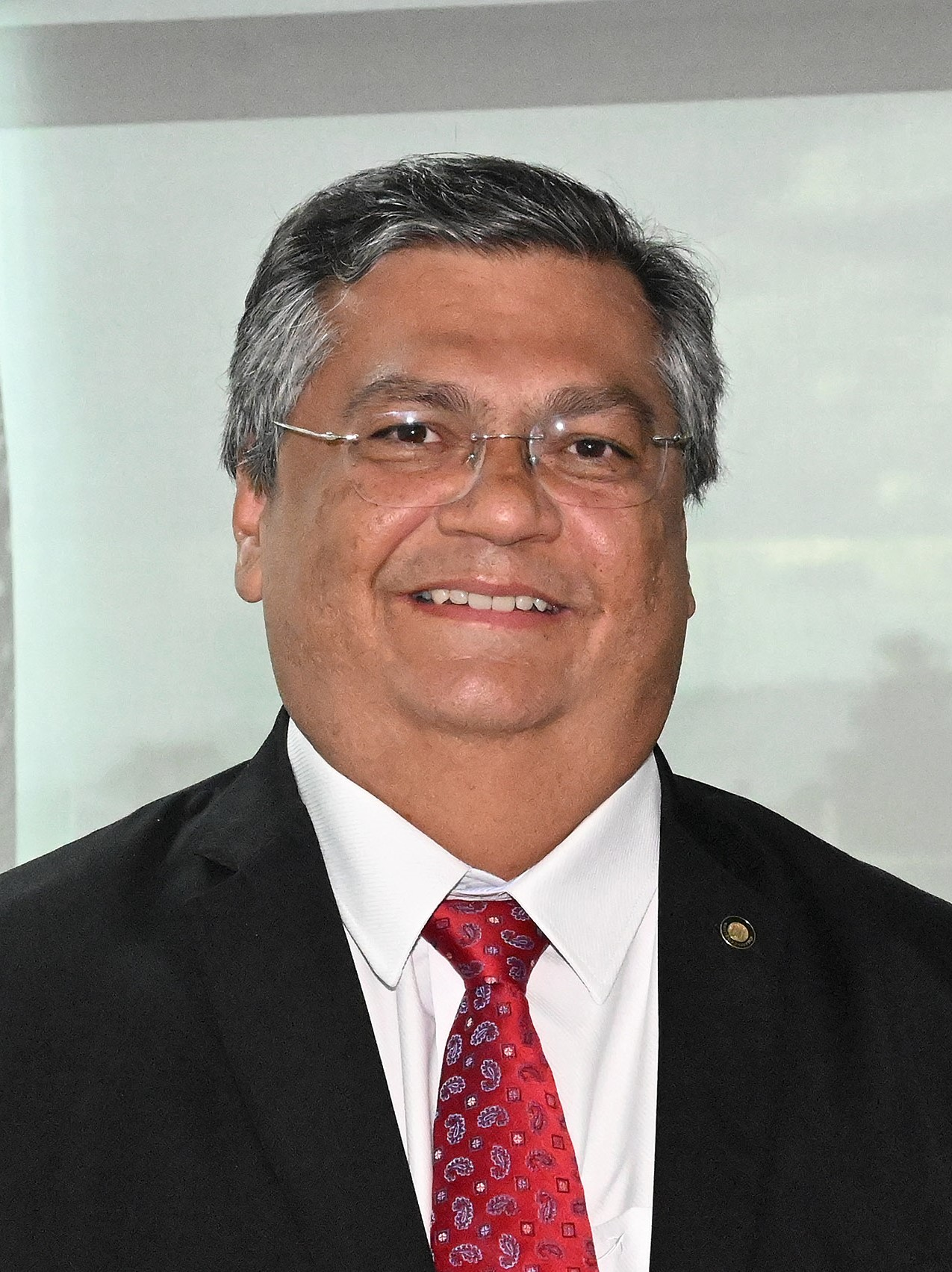
Flávio Dino

### Candidatos declinados
Las siguientes personas notables han sido objeto de especulaciones sobre su posible candidatura, pero han negado públicamente su interés en postularse:
Partido Liberal
- Michelle Bolsonaro, exprimera dama de Brasil y esposa del expresidente Jair Bolsonaro.[54][55]

Republicanos
- Tarcísio de Freitas, ingeniero, exministro de Infraestructura (2019-2022) y gobernador de São Paulo (2023-presente).[56]

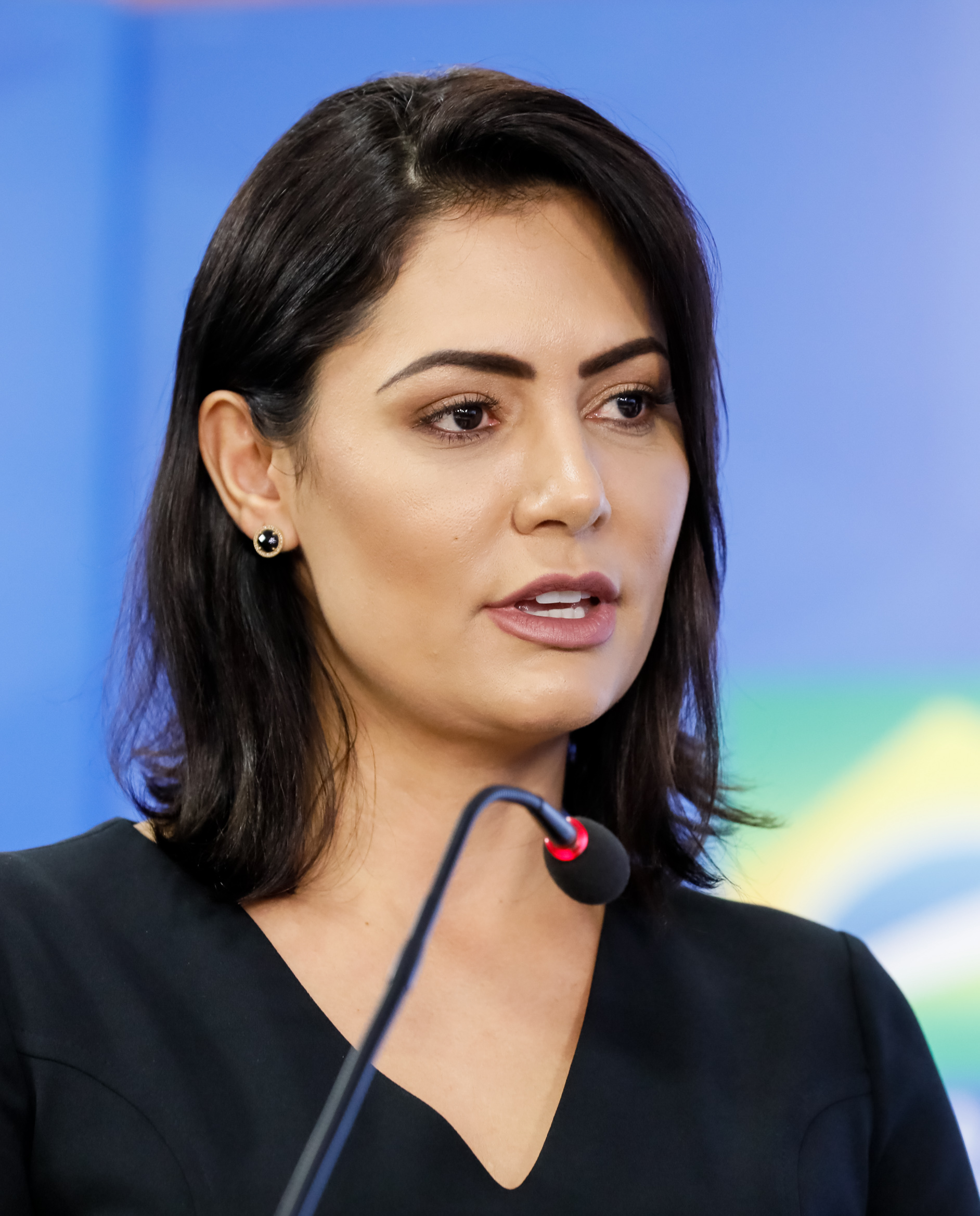
Michelle Bolsonaro
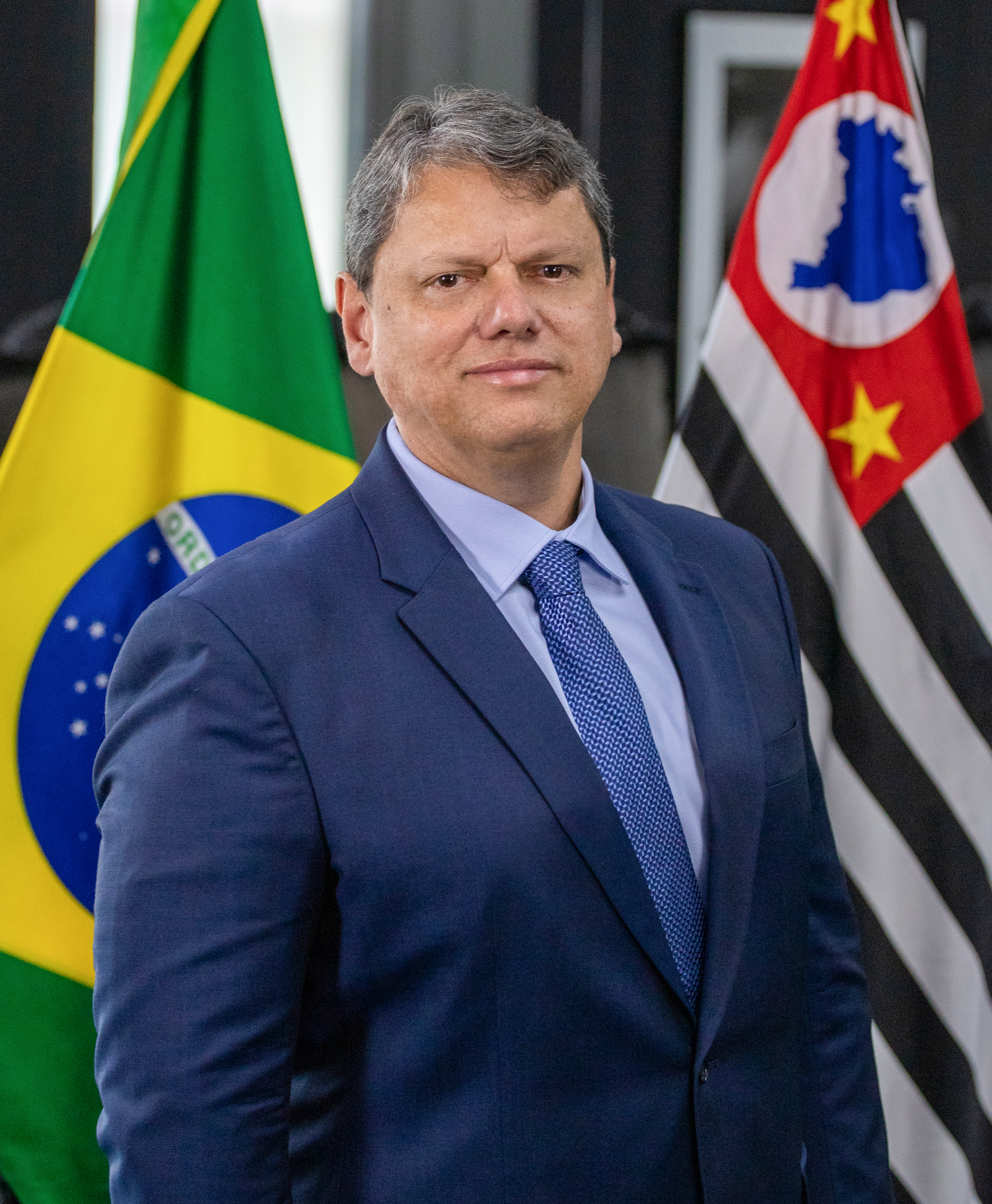
Tarcísio de Freitas

### Inelegible
Las siguientes personas notables han sido objeto de especulaciones sobre su posible candidatura o han declarado su interés, pero han sido declaradas inelegibles por el Tribunal Superior Electoral.
Partido Liberal
- Jair Bolsonaro, presidente de Brasil (2019-2023), miembro de la Cámara de Diputados (1991-2018), concejal de Río de Janeiro (1989-1991).[57][58]

Partido Renovador del Trabajo Brasileño
- Pablo Marçal, empresario, político e influencer digital.[59]

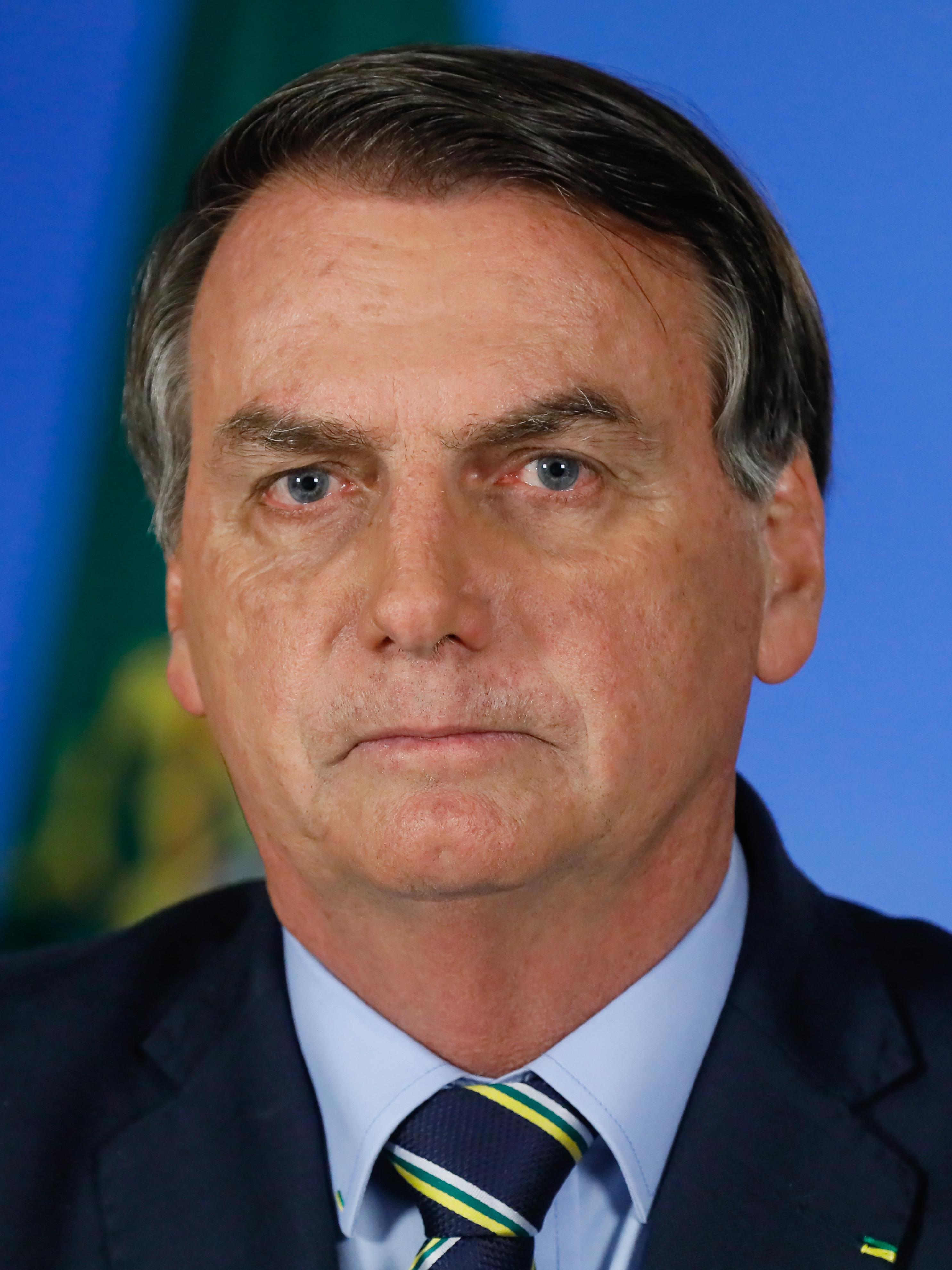
Jair Bolsonaro
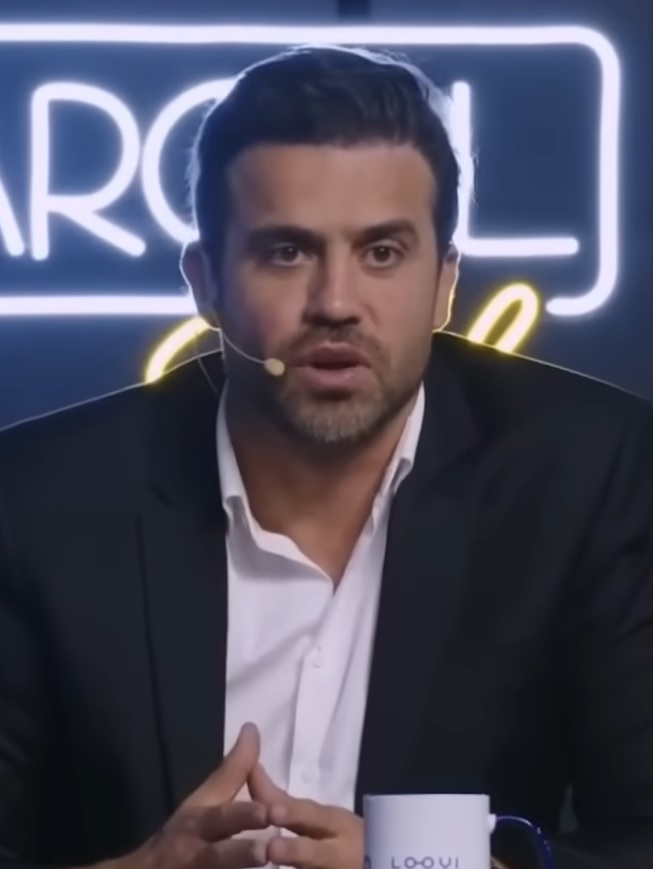
Pablo Marçal

## Encuestas de opinión

### 2025
| Encuestadora     | Fecha                 | Lula PT | Freitas Republicanos | M. Bolsonaro PL | Ciro PDT | Ratinho PSD | Zema NOVO | Caiado Unión Brasil | Otros | Indecisos | Margen de error | Tamaño | Ventaja | Enlace |   |   |   |      |         |       |     |        |
| ---------------- | --------------------- | ------- | -------------------- | --------------- | -------- | ----------- | --------- | ------------------- | ----- | --------- | --------------- | ------ | ------- | ------ | - | - | - | ---- | ------- | ----- | --- | ------ |
| Encuestadora     | Fecha                 | Futura  | 12–23 Jun 2025       | 28.2            | 26.3     | —           | 14.4      | —                   | Otros | Indecisos | Margen de error | Tamaño | Ventaja | Enlace | — | 6 | — | 25.1 | ±2.2 pp | 2,000 | 1.9 | [ 60 ] |
| Paraná Pesquisas | 18–22 Jun 2025        | 34      | 24.3                 | —               | 13.5     | 6.9         | —         | 4.3                 | —     | 16.1      | ±2.2 pp         | 2,020  | 9.7     | [ 61 ] |   |   |   |      |         |       |     |        |
| CNT              | 11–15 Jun 2025        | 30.5    | 18.3                 | —               | 14.6     | 8.1         | 4         | 4.1                 | —     | 20.4      | ±2 pp           | 2,002  | 12.2    | [ 62 ] |   |   |   |      |         |       |     |        |
| Datafolha        | 10–11 Jun 2025        | 37      | 21                   | —               | —        | 11          | 6         | 6                   | —     | 19        | ±2 pp           | 2,004  | 16      | [ 63 ] |   |   |   |      |         |       |     |        |
| AtlasIntel       | 19–23 de mayo de 2025 | 44.1    | 33.1                 | —               | 3        | —           | 1.4       | 4.7                 | 8.3   | 5.4       | ±1 pp           | 4,399  | 11      | [ 64 ] |   |   |   |      |         |       |     |        |
| Gerp             | 21–25 Abr 2025        | 30      | 19                   | —               | 9        | —           | 4         | 4                   | 7     | 18        | ±2.2 pp         | 2,000  | 11      | [ 65 ] |   |   |   |      |         |       |     |        |
| AtlasIntel       | 20–24 Abr 2025        | 42.8    | 34.3                 | —               | 2.7      | —           | 1.6       | 4.3                 | 6.4   | 8         | ±1 pp           | 5,419  | 8.5     | [ 66 ] |   |   |   |      |         |       |     |        |
| AtlasIntel       | 20–24 Abr 2025        | 43.3    | —                    | 31.3            | 3        | —           | 3         | 5.5                 | 8     | 6.9       | ±1 pp           | 5,419  | 12      | [ 66 ] |   |   |   |      |         |       |     |        |
| Paraná Pesquisas | 16–19 Abr 2025        | 34      | 27.3                 | —               | 12.6     | —           | —         | 4.8                 | 5.5   | 15.7      | ±2.2 pp         | 2,020  | 6.7     | [ 67 ] |   |   |   |      |         |       |     |        |
| Datafolha        | 1–3 Abr 2025          | 35      | 15                   | —               | 11       | —           | 3         | 2                   | 18    | 14        | ±2 pp           | 3,054  | 20      | [ 68 ] |   |   |   |      |         |       |     |        |
| Datafolha        | 1–3 Abr 2025          | 35      | —                    | 15              | 12       | —           | 4         | 3                   | 18    | 12        | ±2 pp           | 3,054  | 20      | [ 68 ] |   |   |   |      |         |       |     |        |
| AtlasIntel       | 24–27 Feb 2025        | 41.6    | 32.3                 | —               | —        | —           | 4.5       | 4.5                 | 4.5   | 12.6      | ±1 pp           | 5,710  | 9.3     | [ 69 ] |   |   |   |      |         |       |     |        |
| CNT              | 19–23 Feb 2025        | 30.4    | 14                   | —               | 14.3     | —           | 3.9       | 3.9                 | 13.2  | 20.2      | ±2.2 pp         | 2,002  | 16.1    | [ 70 ] |   |   |   |      |         |       |     |        |
| Paraná Pesquisas | 13–16 Feb 2025        | 34.1    | —                    | 27.2            | 9        | —           | —         | 4.7                 | 13.1  | 12        | ±2.2 pp         | 2,100  | 6.9     | [ 71 ] |   |   |   |      |         |       |     |        |
| Quaest           | 23–26 Ene 2025        | 30      | 13                   | —               | 9        | —           | 3         | 3                   | 23    | 19        | ±1 pp           | 4,500  | 17      | [ 72 ] |   |   |   |      |         |       |     |        |

### 2024
| Encuestadora     | Fecha        | Tamaño de muestra | Lula PT          | Bolsonaro PL | Tarcísio Republicanos | M. Bolsonaro PL | Ciro PDT | Zema NOVO | Ratinho PSD | Otros | Indeciso |      |   |   |      |       |
| ---------------- | ------------ | ----------------- | ---------------- | ------------ | --------------------- | --------------- | -------- | --------- | ----------- | ----- | -------- | ---- | - | - | ---- | ----- |
| Encuestadora     | Fecha        | Tamaño de muestra | Paraná Pesquisas | 18–22 Jul    | 2,026                 | 38.3%           | 36.9%    | —         | —           | Otros | Indeciso | 7.9% | — | — | 5.4% | 11.6% |
| 38.7%            | —            | —                 | Paraná Pesquisas | 18–22 Jul    | 2,026                 | 30.3%           | 9.1%     | —         | —           | 7.4%  | 14.5%    |      |   |   |      |       |
| 38.9%            | —            | 24.4%             | Paraná Pesquisas | 18–22 Jul    | 2,026                 | —               | 11.8%    | —         | —           | 7.3%  | 17.6%    |      |   |   |      |       |
| 39%              | —            | —                 | Paraná Pesquisas | 18–22 Jul    | 2,026                 | —               | 12.4%    | —         | 14.2%       | 11.5% | 22.8%    |      |   |   |      |       |
| 38.8%            | —            | —                 | Paraná Pesquisas | 18–22 Jul    | 2,026                 | —               | 13.3%    | 13.1%     | -           | 11%   | 23.9%    |      |   |   |      |       |
| Genial/Quaest    | 2-6 May      | —                 | 46%              | —            | 40%                   | —               | —        | —         | —           | —     | 14%      |      |   |   |      |       |
| Paraná Pesquisas | 27 Abr–1 May | 2,020             | 36.0%            | 38.8%        | —                     | —               | 8.4%     | —         | —           | 4.4%  | 12.3%    |      |   |   |      |       |
| Paraná Pesquisas | 27 Abr–1 May | 2,020             | 36.6%            | —            | —                     | 33.0%           | 10.1%    | —         | —           | 5.2%  | 15.0%    |      |   |   |      |       |
| Paraná Pesquisas | 27 Abr–1 May | 2,020             | 36.9%            | —            | 25.6%                 | —               | 11.8%    | —         | —           | 5.1%  | 20.7%    |      |   |   |      |       |
| Paraná Pesquisas | 27 Abr–1 May | 2,020             | 37.2%            | —            | —                     | —               | 14.7%    | —         | —           | 18.2% | 29.8%    |      |   |   |      |       |
| Paraná Pesquisas | 27 Abr–1 May | 2,020             | 36.9%            | —            | —                     | —               | 15.2%    | —         | —           | 16.8% | 31.0%    |      |   |   |      |       |
| Paraná Pesquisas | 27 Abr–1 May | 2,020             | 36.3%            | —            | —                     | —               | 13.8%    | —         | 17.6%       | 6.5%  | 25.9%    |      |   |   |      |       |
| Paraná Pesquisas | 27 Abr–1 May | 2,020             | 37.2%            | —            | —                     | —               | 14.8%    | 14.9%     | —           | 6.9%  | 26.3%    |      |   |   |      |       |
| Paraná Pesquisas | 24–28 Ene    | 2,026             | 37.6%            | —            | —                     | 23%             | 9.3%     | 6.5%      | 5.1%        | 2.8%  | 15.6%    |      |   |   |      |       |
| Paraná Pesquisas | 24–28 Ene    | 2,026             | 37.6%            | —            | 17.4%                 | —               | 10.3%    | 5.8%      | 6.2%        | 3.2%  | 19.6%    |      |   |   |      |       |
| Paraná Pesquisas | 24–28 Ene    | 2,026             | 36.9%            | 33.8%        | —                     | —               | 7.8%     | 3.9%      | 3.9%        | 35.8% | 11.7%    |      |   |   |      |       |

### 2023
| Encuestadora | Fecha | Tamaño de muestra | Lula PT          | Tarcísio Republicanos | Tebet MDB | Moro UNIÃO | Ciro PDT | Zema NOVO | Ratinho PSD | Leite PSDB | Otros | Indecisos |      |      |      |      |       |
| ------------ | ----- | ----------------- | ---------------- | --------------------- | --------- | ---------- | -------- | --------- | ----------- | ---------- | ----- | --------- | ---- | ---- | ---- | ---- | ----- |
| Encuestadora | Fecha | Tamaño de muestra | Paraná Pesquisas | 29 Sep – 3 Oct        | 2,020     | 36.6%      | 12.7%    | 7.4%      | 6.7%        | 6.3%       | Otros | Indecisos | 5.7% | 4.6% | 2.1% | 3.1% | 14.9% |
| 37.6%        | 18.9% | 9.0%              | Paraná Pesquisas | 29 Sep – 3 Oct        | 2,020     | —          | 8.7%     | —         | —           | 3.7%       | —     | 22.2%     |      |      |      |      |       |
| 37.6%        | —     | 8.8%              | Paraná Pesquisas | 29 Sep – 3 Oct        | 2,020     | —          | 8.8%     | 15.3%     | —           | 4.0%       | —     | 25.5%     |      |      |      |      |       |
| 37.7%        | —     | 8.7%              | Paraná Pesquisas | 29 Sep – 3 Oct        | 2,020     | —          | 9.2%     | —         | 12.8%       | 4.1%       | —     | 27.4%     |      |      |      |      |       |